# Ligne 13 du métro de Paris
Vous lisez un « article de qualité » labellisé en 2008.  Il fait partie d'un « bon thème ».
La ligne 13 du métro de Paris est l'une des seize lignes du réseau métropolitain de Paris. Elle est issue de la fusion entre l'ancienne ligne B du réseau de la Société du chemin de fer électrique souterrain Nord-Sud de Paris (dit le Nord-Sud), devenue la ligne 13 et l'ancienne ligne 14 de la Compagnie du chemin de fer métropolitain de Paris (CMP), deux compagnies préexistant à la Régie autonome des transports parisiens (RATP). La jonction entre les deux anciennes lignes est opérationnelle depuis 1976, qui forment ainsi une grande transversale nord-sud.
Sa création est destinée à compenser l'abandon de la ligne nord-sud du Réseau express régional d'Île-de-France (RER), prévue au schéma directeur d'aménagement et d'urbanisme de la région parisienne de 1965 mais jamais réalisée. Elle relie à travers l'ouest de Paris des communes de banlieue : Saint-Denis et Saint-Ouen-sur-Seine, sur la branche nord-est, ainsi qu'Asnières-sur-Seine, Gennevilliers et Clichy sur la branche nord-ouest, à Vanves, Malakoff, Montrouge et Châtillon au sud.
La ligne 13 est la deuxième plus longue du réseau parisien derrière la ligne 14 avec 24,4 kilomètres compte tenu de ses deux branches. En 2004, elle transporte 110 millions de voyageurs par an, soit jusqu'à 540 000 voyageurs par jour de semaine et 20 000 voyageurs par sens à chaque heure de pointe, chiffres encore accrus après l'ouverture des deux nouvelles stations de la branche Asnières le 14 juin 2008. En 2024, la ligne 13 est la cinquième ligne du réseau par sa fréquentation avec 115,66 millions de voyageurs annuels.
Son exploitation en deux branches au nord, le vaste bassin de population qu'elle dessert, sa grande longueur, l'importance de son parcours en banlieue et le fort développement économique de certains secteurs desservis ont provoqué sa saturation progressive, devenue critique dans les années 2010. Elle est ainsi devenue la plus saturée du métro de Paris, surtout sur le tronçon nord à partir de la station Saint-Lazare. Cette situation a conduit, sous la pression des usagers, à la mise en place de plusieurs mesures visant à améliorer l'exploitation de la ligne, dont le pilotage automatique OURAGAN et l'installation de façades de quai. En 2017, pour la première fois, la ligne dépasse l'objectif contractuel de 96,5 % de rames disponibles en heure de pointe. Longtemps première du métro parisien par sa longueur, le 24 juin 2024, la ligne 13 passe à la deuxième place, derrière la ligne 14, laquelle exploite dès lors au total plus de 27 kilomètres.

Plan de la ligne.

## Histoire

### Chronologie
- 26 février 1911 : mise en service de la ligne B du Nord-Sud entre Saint-Lazare et Porte de Saint-Ouen
- 20 janvier 1912 : ouverture de l'antenne de La Fourche à Porte de Clichy sur la ligne B

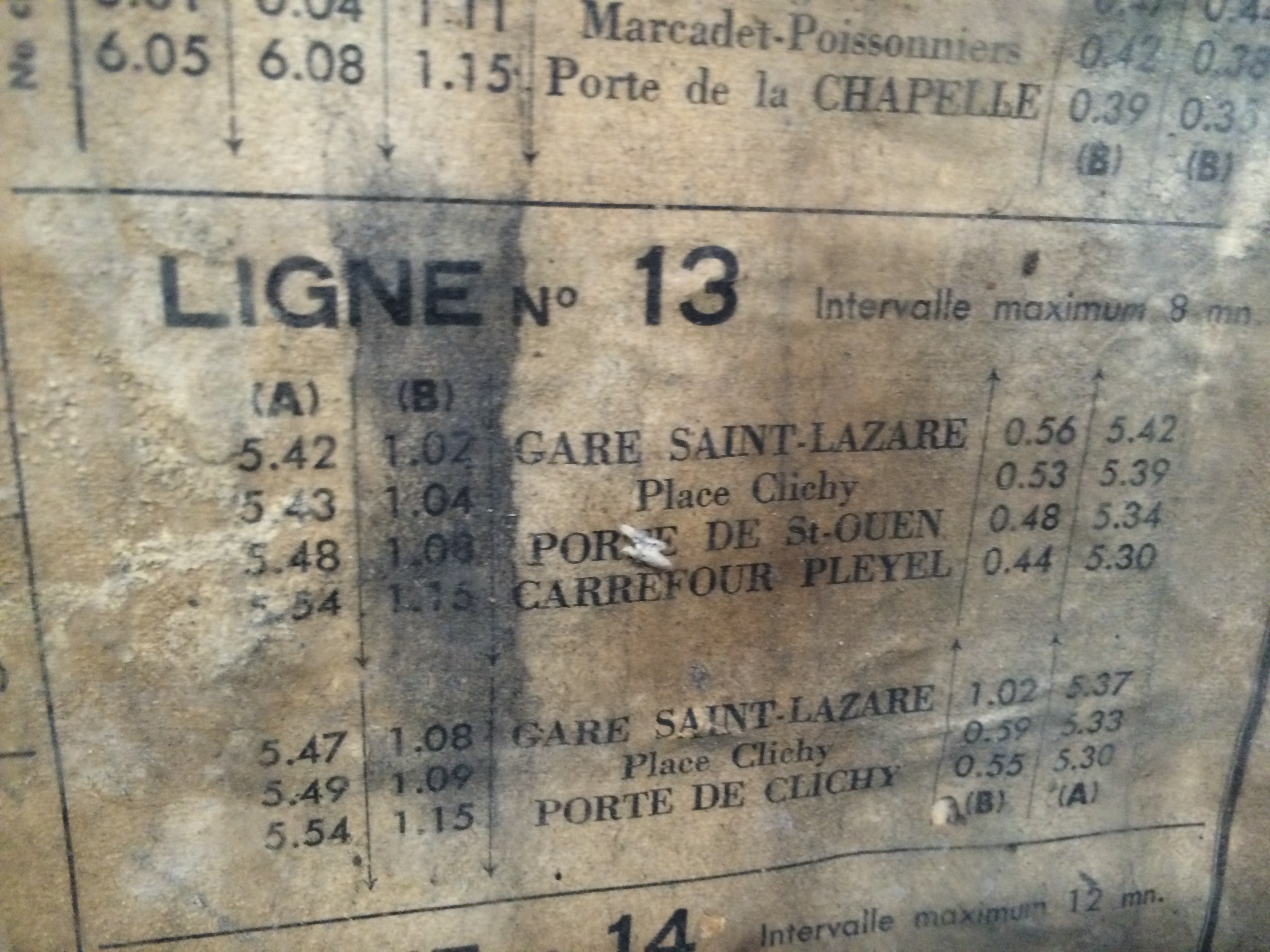
D'anciens horaires de la ligne 13 exhumés lors de travaux.

- 27 mars 1931 : la ligne B du Nord-Sud devient la ligne 13 de la CMP[2] ;
- 21 janvier 1937 : mise en service de la ligne 14 de la CMP de Porte de Vanves à Bienvenüe ;
- 27 juillet 1937 : prolongement de la ligne 14 précédente de Montparnasse-Bienvenüe à Invalides ;
- 30 juin 1952 : prolongement au nord de Porte de Saint-Ouen à Carrefour Pleyel ;
- 27 juin 1973 : prolongement au sud de Saint-Lazare à Miromesnil ;
- 18 février 1975 : prolongement au sud de Miromesnil à Champs-Élysées - Clemenceau ;
- 20 juin 1976 : prolongement au nord de Carrefour Pleyel à Basilique de Saint-Denis ;
- 9 novembre 1976 : mise en service du tronçon entre Champs-Élysées - Clemenceau et Invalides, permettant la fusion des lignes 13 et 14 ne formant plus qu'une seule ligne 13 et prolongement simultané au sud de Porte de Vanves jusqu'à Châtillon - Montrouge ;
- 9 mai 1980 : prolongement au nord de Porte de Clichy à Gabriel Péri ;
- 25 mai 1998 : prolongement au nord de Basilique de Saint-Denis à Saint-Denis - Université ;
- 17 janvier 2007 : mise en service du premier MF 77 rénové ;
- 14 juin 2008 : prolongement au nord de Gabriel Péri à Les Courtilles.

### Ligne B du réseau Nord-Sud, devenue ligne 13

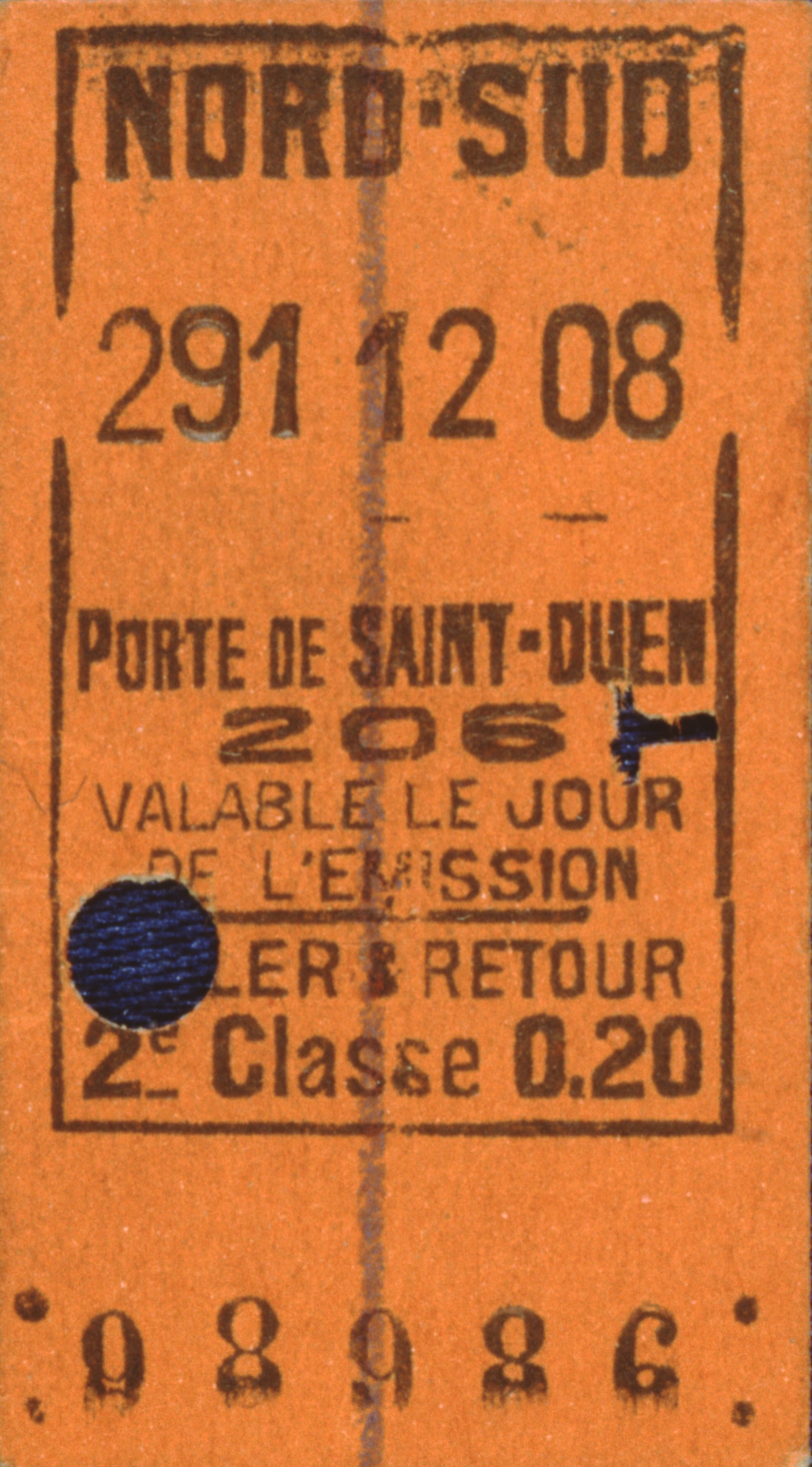
Ticket de transport de 2e classe de la compagnie Nord-Sud.

Le 28 décembre 1901, la Société du chemin de fer électrique souterrain Nord-Sud de Paris, dite Compagnie du Nord-Sud, obtient de la Ville de Paris la concession d'une ligne de métropolitain nord-sud concurrente de celle concédée à la Compagnie du chemin de fer métropolitain de Paris (CMP).

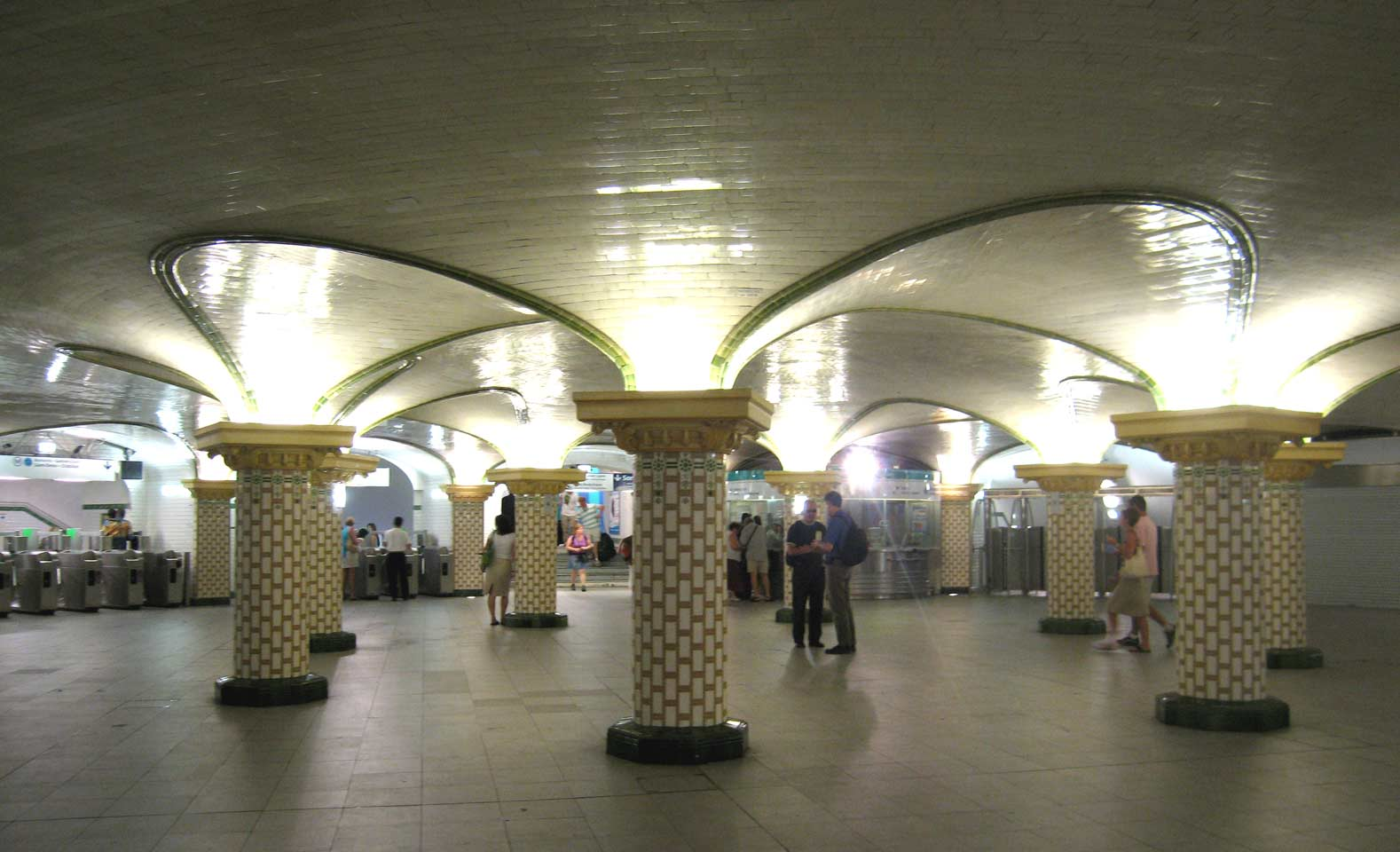
Rotonde de la station Saint-Lazare créée par la compagnie Nord-Sud.

La ligne nord-sud, qui doit initialement relier la gare Montparnasse à la place des Abbesses, se voit rapidement adjoindre une branche vers la porte de Saint-Ouen à la demande de la Ville. Mais on décide finalement de construire cette antenne comme une ligne indépendante, qui se voit elle-même ajouter un embranchement vers la porte de Clichy. Le 19 juin 1905, la ligne B, reliant la porte de Saint-Ouen à la gare Saint-Lazare, est ainsi déclarée d'utilité publique, pour une longueur de 2,868 kilomètres. Elle est suivie, le 11 juin 1909, de l'embranchement de la ligne B, longue de 1,427 kilomètre, entre La Fourche et Porte de Clichy.
Le 26 février 1911, la Compagnie du Nord-Sud met en service la première section de cette ligne, entre Saint-Lazare, La Fourche et Porte de Saint-Ouen. Le 20 janvier 1912 est mise en service la branche entre La Fourche et Porte de Clichy. Les trains sont dès lors dirigés alternativement sur chaque branche.
La station Saint-Lazare est établie sous la rue du même nom, devant l'hôtel Terminus. La ligne oblique ensuite sous la rue d'Amsterdam jusqu'à la place de Clichy, puis chaque branche, après le saut-de-mouton de La Fourche, suit respectivement les avenues de Saint-Ouen et de Clichy. Aucun raccordement n'est prévu avec le réseau concurrent de la CMP.
La ligne comporte huit stations au total. À la station La Fourche, les rames partent alternativement vers l'un ou l'autre des terminus septentrionaux, tandis que les trains provenant de chaque direction arrivent à un niveau différent. Ceux en provenance de Clichy arrivent à la station supérieure, à deux voies, tandis que ceux venant de la porte de Saint-Ouen arrivent à la station inférieure, à voie unique. Cette dernière est alors la seule non voûtée de la ligne, son plafond étant soutenu par des poutres transversales de béton. La station Berlin — renommée Liège en 1914 lors du déclenchement de la Première Guerre mondiale — est également atypique : l'étroitesse de la rue d'Amsterdam a en effet imposé la construction d'une station à quais décalés. En 1914, la ligne B est desservie par huit rames, avec 368 départs journaliers et un intervalle minimum de deux minutes trente secondes.
Le 1er janvier 1930, la CMP absorbe la compagnie Nord-Sud et la ligne B devient la ligne 13 du réseau le 27 mars 1931. Bien qu'elle soit jusqu'alors alimentée par une caténaire, l'unification de l'alimentation électrique des deux réseaux entraîne une modification de la prise de courant, celle-ci s'effectuant dorénavant par troisième rail latéral.
Les conventions du 1er octobre 1929, qui organisent notamment le prolongement des lignes de métro en banlieue, sous l'autorité non plus de la Ville de Paris mais du département de la Seine, prévoient que la ligne 13 soit prolongée pour sa branche ouest au pont de Clichy et, pour sa branche est, à la mairie de Saint-Ouen. Les dessertes de la ville de Saint-Denis et de la Plaine Saint-Denis auraient été assurées par le prolongement de la ligne 12 jusqu'à l'église Saint-Denys-de-l'Estrée, à Saint-Denis.
L'Occupation met fin à ces projets de prolongements, qui sont abandonnés par une décision ministérielle du 18 novembre 1940. Celle-ci prévoit en revanche de prolonger la ligne 13 jusqu'au barrage de Saint-Denis, situé au nord de la ville. Ce prolongement est déclaré d'utilité publique le 27 décembre 1942.

### Le prolongement à Pleyel

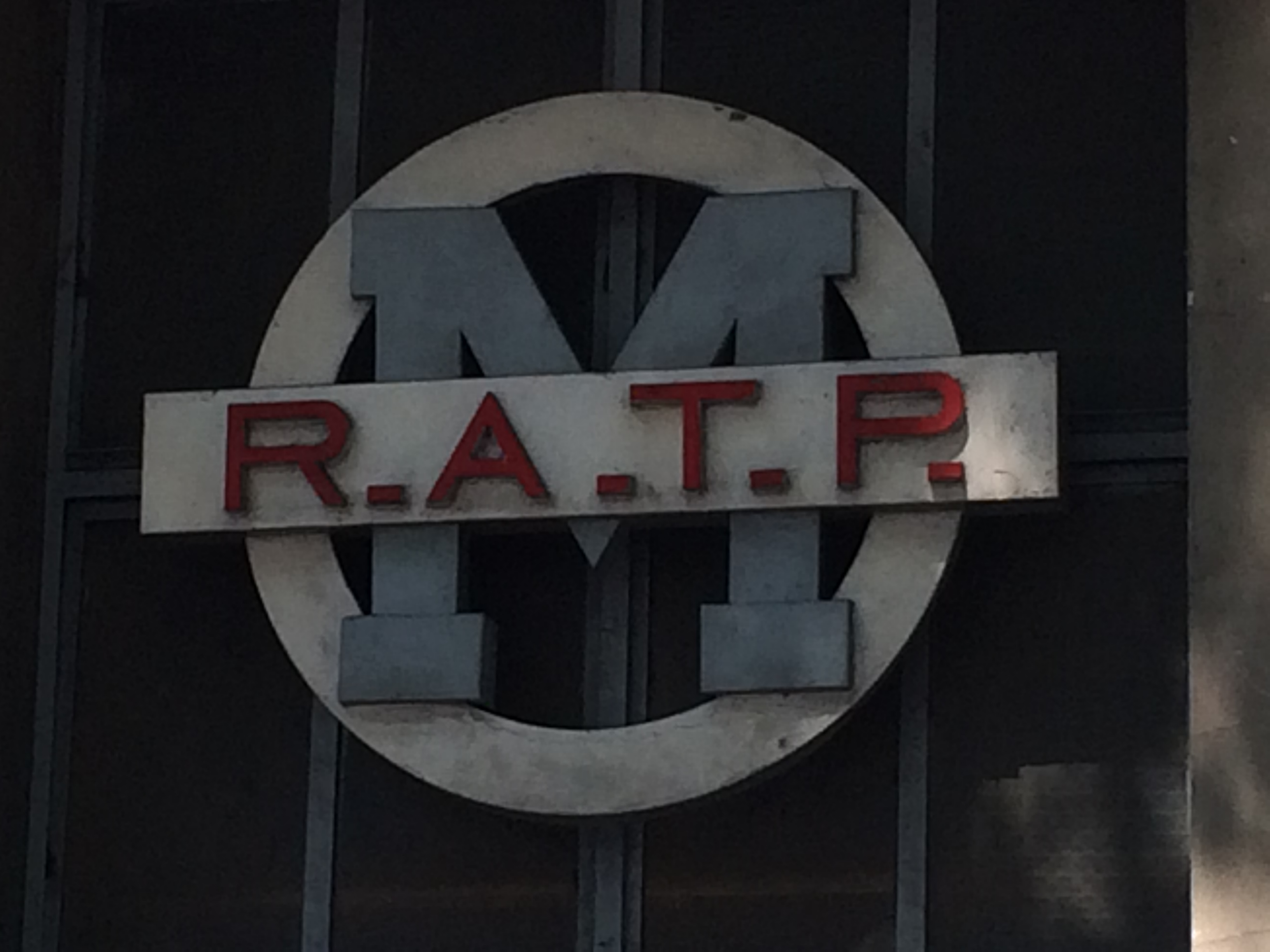
Un logo des années 1960 de la RATP dans les ouvrages annexes de la station Carrefour Pleyel.

Dans le cadre du « plan des grands travaux contre le chômage en région parisienne », le prolongement de Porte de Saint-Ouen à Carrefour Pleyel est décidé par le régime de Vichy et les crédits octroyés dès le 20 novembre 1940. Les travaux commencent en février 1941. La circulation, alors très restreinte en raison des pénuries de carburant, permet de multiplier les puits d'évacuation des déblais en voirie. Les chantiers progressent d'abord rapidement, mais les autorités allemandes freinent la marche des travaux qu'il faut interrompre totalement en 1943. Les travaux reprennent — au ralenti — à la Libération puis reprennent leur marche normale avec le rétablissement progressif des approvisionnements. En 1948, l'infrastructure est réalisée puis la station équipée au début de 1950. L'après-guerre est une période de faible investissement pour la RATP, notamment pour la partie métro dont 20 % des motrices datent même d'avant la Première Guerre mondiale. Ce prolongement de la ligne 13, entamé pendant la Seconde Guerre mondiale, tout comme les livraisons du matériel articulé restent des cas isolés de développement dans les années 1950, ce qui contribue à expliquer le faible empressement à mettre en service les nouvelles stations.
Un large rabattement des lignes d'autobus étant prévu, le déséquilibre du trafic entre les deux branches de la ligne 13 impose l'envoi d'un train alternativement vers Porte de Clichy contre deux vers Pleyel. Ce fonctionnement impose la reconstruction des accès à Place de Clichy et surtout à Saint-Lazare, afin de séparer les flux de voyageurs des deux branches et les contenir en amont avant de les admettre sur le quai de départ pour ne pas le saturer. Mais faute de crédits, cet aménagement indispensable n'est pas réalisé. La CMP a commandé un matériel spécifique et moderne pour cette nouvelle desserte, le matériel articulé (MA). Ces nouvelles rames, composées d'éléments séparables en fonction de la demande, doivent permettre d'améliorer les fréquences sur les branches en heure creuse. Mais, également faute de crédits, elles sont encore en construction alors que l'infrastructure est en place.
L’Office des transports, ancêtre d'IDFM, décide d'ouvrir néanmoins le prolongement à Carrefour Pleyel, mais en l'accompagnant de l'abandon de la desserte aux heures de pointe de la branche Porte de Clichy, avec un service de substitution par autobus. Mais par un revirement de dernière minute, l’Office des transports revient sur sa décision, estimant peu souhaitable de supprimer la desserte en pointe de la branche Clichy et ajourne donc l'ouverture du prolongement, dans l'attente de la réalisation d'aménagements dans les stations de correspondance et de la livraison du matériel articulé. Le prolongement à Pleyel est ainsi retardé au dernier moment de deux années.
En juin 1952, la livraison de quatre rames articulées, soit huit éléments, permet enfin d'envisager l'ouverture jusqu'à Pleyel : le 20 juin 1952, l'extension est officiellement inaugurée, le 27, les trains réalisent leur marche à blanc (circulation sans voyageurs) et le 30 juin, l'extension à Carrefour Pleyel, à Saint-Denis, est ouverte au public. Cette extension de trois kilomètres s'achève par un terminus partiel à trois voies. Il s'agit de la dernière extension du métro réalisée avant deux décennies. Cependant, dès l'hiver suivant, le déséquilibre du trafic entre les deux branches atteint 70 % aux heures de pointe. L'envoi de deux trains sur trois à Pleyel reste une solution peu satisfaisante car le premier train est nettement plus chargé que le second, du fait du manque de régularité induit par cette exploitation.

### L'ancienne ligne 14 (Porte de Vanves - Invalides)
Cette première ligne 14, qui a existé de 1937 à 1976, ne doit pas être confondue avec l'actuelle ligne 14 ouverte en 1998, laquelle s'est simplement vu attribuer le numéro devenu vacant.

Schéma des remaniements de lignes en 1937.

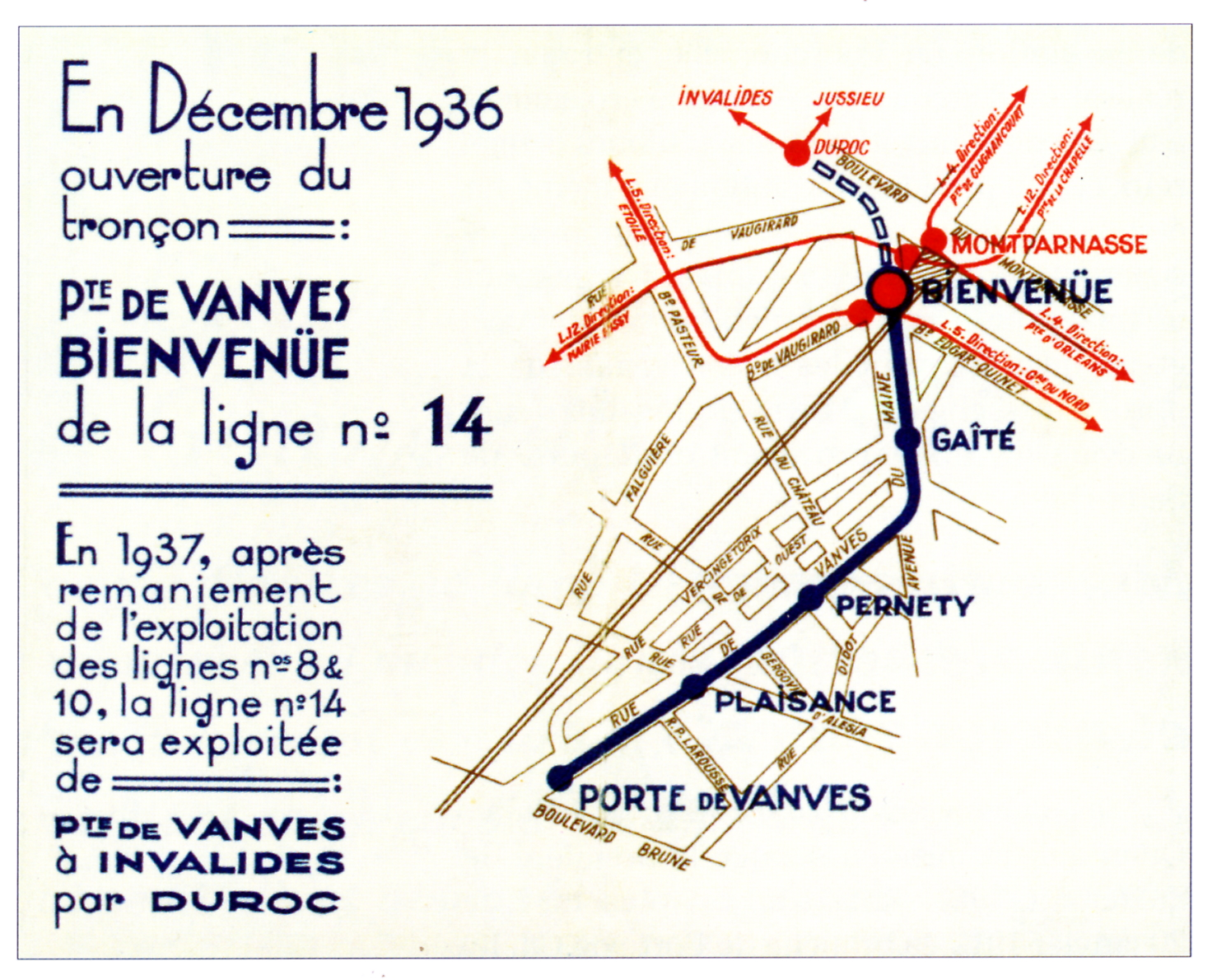
Document de la CMP annonçant l'ouverture de la ligne 14 en décembre 1936. Le tronçon n'est en réalité ouvert que le 21 janvier 1937.

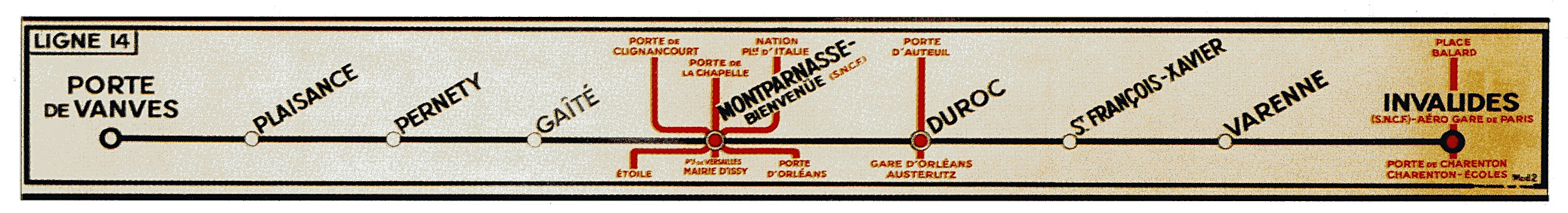
Plan de l'ancienne ligne 14 du 27 juillet 1937 au 9 novembre 1976.

La Ville de Paris construit une ligne entre Invalides et Croix-Rouge via Duroc, exploitée à partir du 30 septembre 1923 par la CMP sous le nom de ligne 10. Issue d'un projet avorté de ligne circulaire, cette courte ligne au tracé incohérent connaît une fréquentation très faible. Le conseil municipal de Paris, lors de sa séance du 9 décembre 1932, examine donc les améliorations possibles du réseau et choisit de modifier profondément les itinéraires des lignes 8 et 10 ainsi que la création d'une ligne 14. Il reste dès lors toutefois, à construire la « ligne C » du Nord-Sud, portion que la compagnie n'a pas eu le temps de réaliser avant sa liquidation et dont seule une amorce existe sur quelques dizaines de mètres, à la sortie sud-ouest de la station Montparnasse sur la ligne 12, reliant cette dernière à la porte de Vanves. Les travaux sont lancés en 1933.
Le tronçon Invalides - Duroc est retiré à la ligne 10 et incorporé à la ligne 14. Un premier tronçon d'une longueur de 2,3 kilomètres relie la porte de Vanves à la place Bienvenüe à partir du 21 janvier 1937, où une correspondance est assurée avec ce qui est alors la ligne 5. Le raccordement Duroc - Bienvenüe est achevé en même temps, mais il faut attendre le remodelage de la ligne 10 et l'achèvement du tronçon La Motte-Picquet - Balard de la ligne 8 pour voir la ligne 14 entièrement ouverte. Dans la nuit du 26 au 27 juillet 1937, un remaniement des voies, prévu afin de ne pas affecter l'exploitation, permet de mettre en place la configuration définitive des lignes 8, 10 et 14 : le 27 au matin, les trains de la ligne 8 sont déviés de Porte d'Auteuil vers Balard et ceux de la ligne 14 relient dès lors, la porte de Vanves à Invalides sur une longueur de 4,6 kilomètres. La ligne 10 est ouverte quant à elle dans son intégralité le surlendemain, 29 juillet, de Jussieu à Porte d'Auteuil.
Jusqu'à l'ouverture de la ligne 14, aucune correspondance n'est possible entre la station Montparnasse (desservie par les lignes 4 et 12) et la station Avenue du Maine (renommée Bienvenüe en 1933), desservie par la ligne 5 de l'époque (actuelle ligne 6). À la fin des années 1930, à l'ouverture de la ligne 14, les deux stations, alors desservies chacune par deux lignes, sont reliées par un long couloir de correspondance ; en 1942, elles sont regroupées sous un même nouveau nom, Montparnasse - Bienvenüe.
La ligne 14 est initialement desservie par des trains de trois voitures, deux motrices 500 encadrant une remorque mixte, composition qui n'évolue qu'à partir des années 1960. En 1976, elle est équipée de rames modernes MF 67 en prévision de sa fusion avec la ligne 13.

### La fusion des lignes 13 et 14
Le projet de relier les lignes 13 et 14 est envisagé dès avant la guerre afin de donner plus de cohérence à ces lignes aboutissant au centre de Paris. Vers 1965, la décision est prise, à la suite de l'abandon du projet de RER nord-sud devant relier la gare Saint-Lazare à la gare Montparnasse. Le nouvel axe transversal avec ses prolongements, qui relie des banlieues opposées à forte densité de population, est considéré comme une alternative moins coûteuse à une ligne à grand gabarit. Le projet comprend de fait quatre opérations distinctes : la jonction des deux lignes proprement dites, le prolongement des deux branches septentrionales de Porte de Clichy à Gennevilliers d'une part et de Carrefour Pleyel à Saint-Denis et Stains d'autre part, enfin l'extension de la ligne 14 vers le sud, à Châtillon puis vers Vélizy-Villacoublay.
Les travaux de la jonction se déroulent en trois phases successives. En 1968, le tunnel est réalisé sous le boulevard Haussmann à partir des puits d'accès du futur RER A, les deux tunnels étant superposés. La création d'un tunnel sous la Seine s'effectue par le fonçage de quatre caissons préfabriqués en béton armé de 32 mètres de long et de 8,60 mètres de large. Les caissons sont construits sur une plate-forme flottante établie sur la rive droite. Ils sont immergés dans une fouille, ou tranchée, pratiquée dans le lit du fleuve par déroctage à la mine et après stabilisation des sables par injection. Ces travaux sont exécutés de novembre 1973 à novembre 1975 ; le premier caisson est mis en place le 19 août 1974. Enfin, le remaniement de la boucle des Invalides, ancien terminus nord de la ligne 14, est réalisé. La station, jouant alors un rôle de terminus, est convertie en station de passage en réutilisant l'une des demi-stations prévues pour une ligne circulaire intérieure jamais réalisée. La ligne issue de la fusion se nomme 13 et non 14, la logique de numérotation prenant le pas sur le ménagement des voyageurs superstitieux.
Parallèlement, les deux lignes sont prolongées : au nord, les stations Saint-Denis - Porte de Paris et Saint-Denis - Basilique sont construites à ciel ouvert en 1973 et 1974, comme une première tranche d'un tronçon vers Stains, approuvée par le Conseil d'administration du Syndicat des Transports Parisiens (STP, devenu STIF puis IDFM), du 14 décembre 1971.

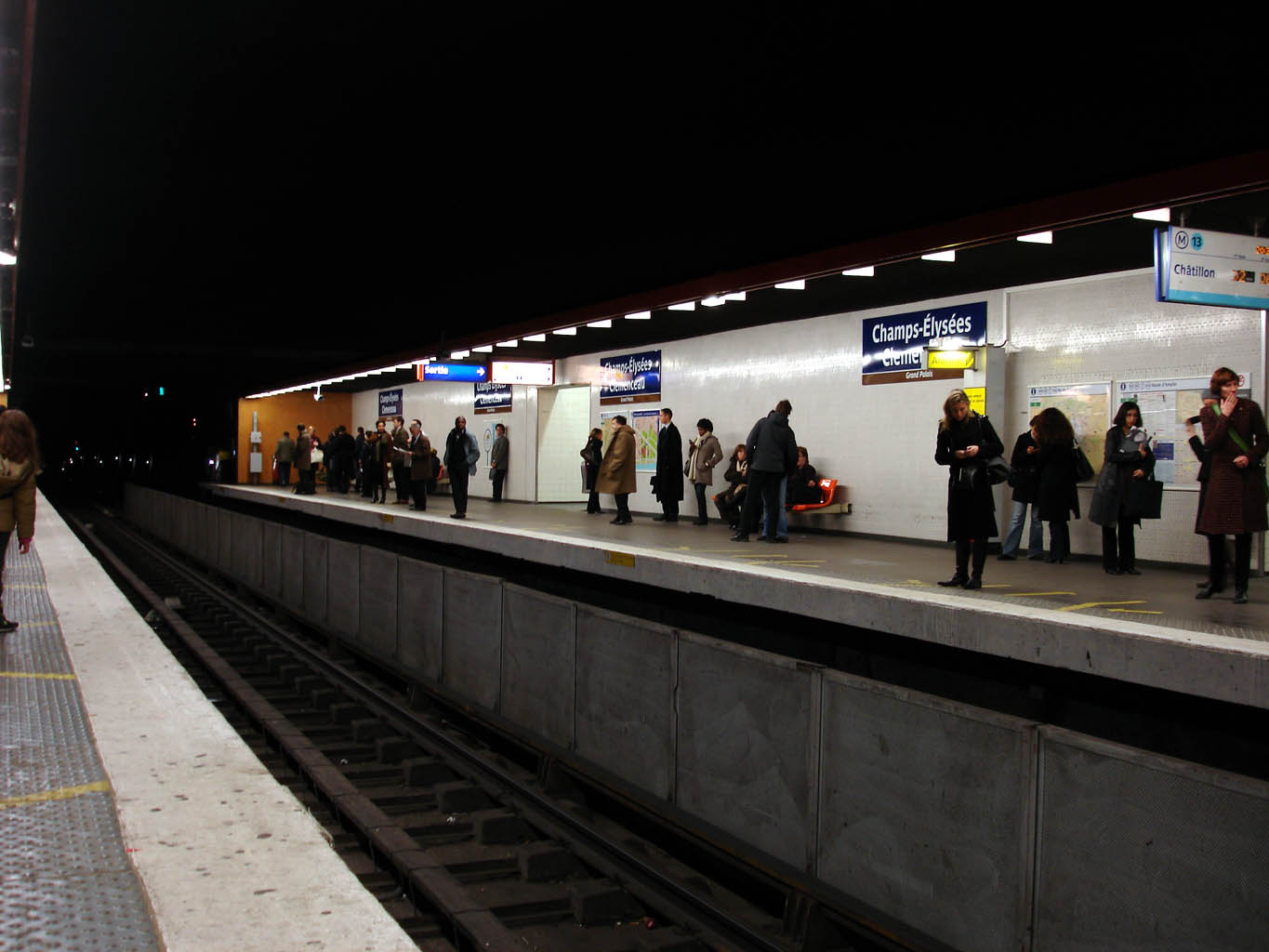
La nouvelle station de correspondance Champs-Élysées - Clemenceau ouverte en 1975, dans le cadre de la fusion des lignes 13 et 14 achevée en 1976.

Au sud, la ligne 14 est prolongée au-delà de Porte de Vanves : un tronçon souterrain de 920 mètres passe sous le boulevard périphérique et suit la ligne Paris - Chartres par Gallardon jusqu'à la nouvelle station Malakoff - Plateau de Vanves. Le tronçon suivant, long de 1 800 mètres, est réalisé en surface et en viaduc sur l'emprise ferroviaire de la SNCF et inclut les stations Malakoff - Rue Étienne-Dolet et le nouveau terminus à trois voies, Châtillon - Montrouge.
Les travaux, considérables, entraînent des mises en service échelonnées : le prolongement de Saint-Lazare à Miromesnil est ouvert au public le 27 juin 1973 ; puis jusqu'à Champs-Élysées - Clemenceau le 18 février 1975. L'extension au nord de Pleyel à Saint-Denis - Basilique sur 2,4 kilomètres est ouverte le 21 mai 1976. Le nouveau tronçon central entre les stations Champs-Élysées - Clemenceau et Invalides est ouvert le 9 novembre 1976, marquant la naissance de la nouvelle ligne 13 et la disparition de l'ancienne ligne 14. Le prolongement au sud sur 2,7 kilomètres jusqu'à Châtillon - Montrouge sur les communes de Malakoff, Châtillon et Montrouge est ouvert le même jour.
La restructuration de la ligne 13, qui relie d'importants pôles de correspondance, provoque une hausse brutale du trafic : de 45,7 millions de voyageurs en 1975 sur les lignes 13 et 14, il atteint 75 millions de voyageurs en 1979, soit une augmentation de 64 %. En contrepartie, la liaison allège le trafic de la ligne 12, qui lui est partiellement parallèle,. En 1974, la ligne est équipée du poste de commande et de contrôle centralisé (PCC), puis d'un pilotage automatique en 1977.

### Extensions à Saint-Denis - Université

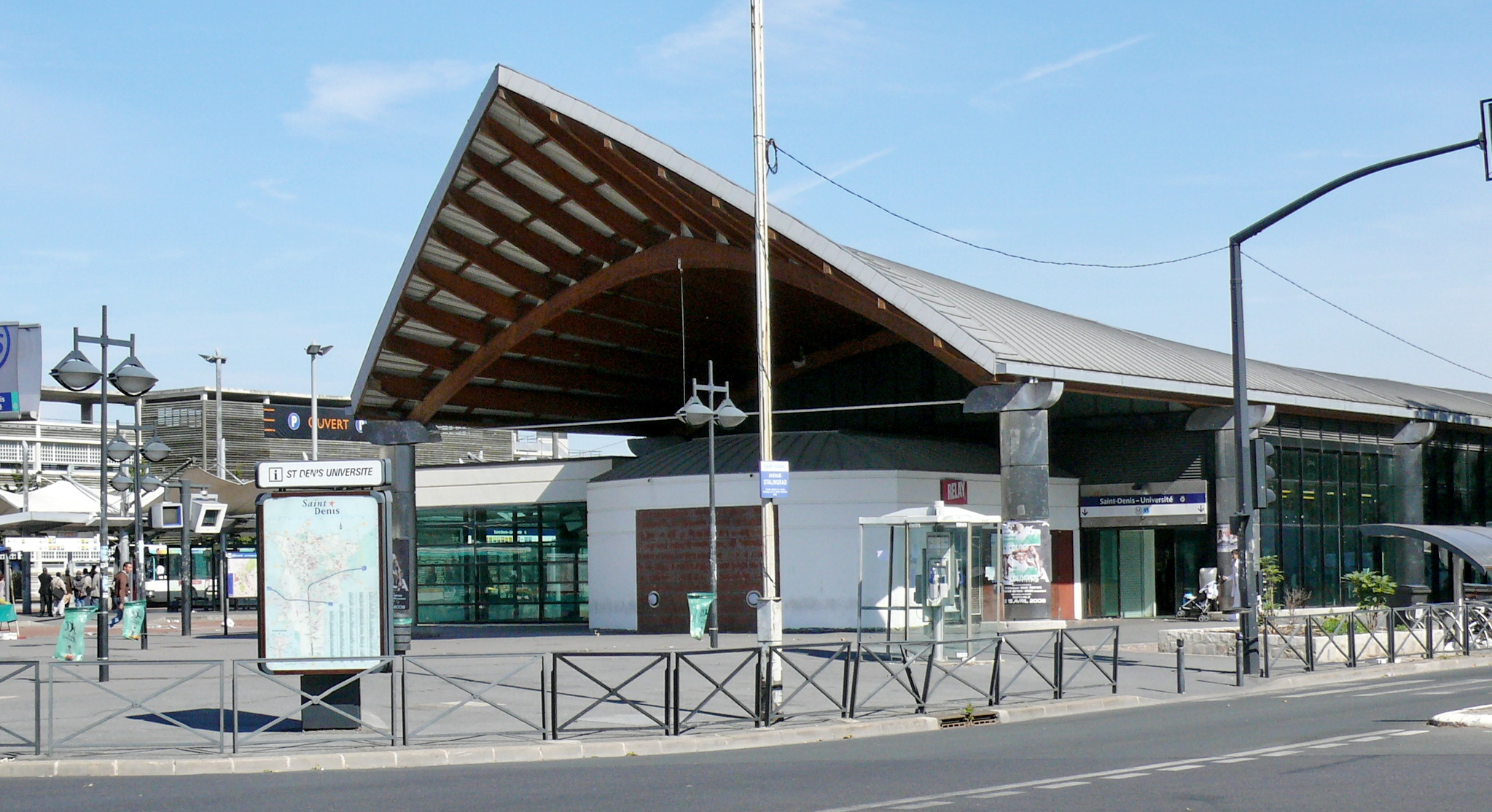
Vue extérieure de la station Saint-Denis - Université.

Le 25 mai 1998, la branche de Saint-Denis est de nouveau prolongée de 1,3 kilomètre pour un coût de 525 millions d'euros (financés à 70 % par la Région) afin d'atteindre son terminus actuel, Saint-Denis - Université, qui est doté d'une gare routière. Cette extension permet de desservir l'Université Paris-VIII.

### Prolongements vers Asnières - Gennevilliers

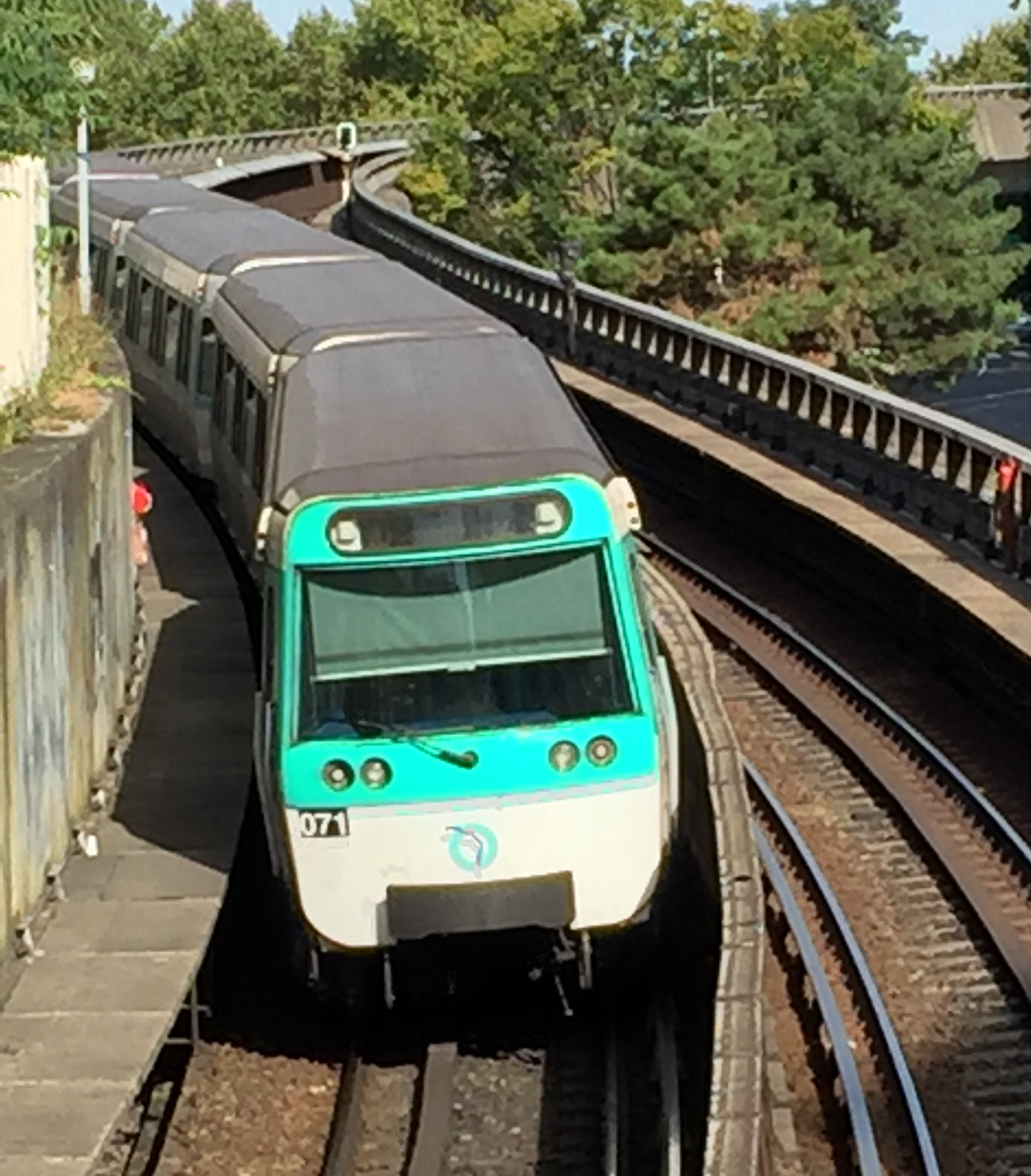
Une rame MF 77 arrive à la station Mairie de Clichy par le viaduc de Clichy.

#### Prolongement àGabriel Péri
Le troisième prolongement, décidé de fait dès 1928, est mis en chantier en 1975 de Porte de Clichy vers les villes d'Asnières-sur-Seine et de Gennevilliers. Les premiers projets prévoient que cette extension soit établie presque entièrement en viaduc, provoquant l'opposition des habitants et des villes concernées, ainsi que les réserves du Conseil d'État. Cette polémique provoque l'arrêt des travaux pendant plus d'un an. Finalement, seule la traversée de la Seine est réalisée en viaduc, infrastructure moins onéreuse de 150 millions de francs de l'époque qu'une traversée sous-fluviale. Des aménagements sont réalisés sur le viaduc pour limiter le bruit, prenant en compte les nuisances sonores plus réduites provoquées par le matériel moderne prévu, le MF 77. La ligne replonge en tunnel après la Seine et ne comporte qu'une station intermédiaire à Clichy, la nécessité d'établir une trémie en forte rampe avant le franchissement de la Seine ayant condamné le projet d'une seconde station sur la commune. Ce choix est rendu acceptable du fait que près de 90 % de la population de la commune habite alors à moins de 800 mètres de la nouvelle station.
La ligne franchit la Seine par une succession d'ouvrages, sur une longueur totale de 615,7 mètres. Les terrains de consistance très médiocre, constitués d'alluvions ainsi que de sable et de marne, imposent d'ancrer les fondations des ouvrages dans le calcaire grossier très résistant. Les piles des ouvrages reposent sur des fondations composées d'un assemblage de quatre à dix pieux en béton armé, d'un diamètre d'1,40 mètre et descendant à 42 mètres de profondeur.
Le viaduc de Clichy proprement dit est long de 411,7 mètres. Il est constitué de sept travées, dont la plus longue sur le fleuve atteint 85 mètres et les plus courtes 40 mètres, du côté des rives. Le tablier est large de 10,38 mètres et composé d'un caisson de béton précontraint. Celui-ci est formé de trois âmes, d'une hauteur de 3,25 mètres à 5,63 mètres, enserrant chaque voie deux par deux. La travée d'accès du côté Clichy est longue de 192,9 mètres, dont 127,5 mètres en viaduc. Ce dernier est constitué de cinq travées en béton, de 25 mètres de portée. Du côté Asnières, le viaduc comporte trois travées, de 25,5 mètres de portée. Il se prolonge par une section longue de 275,1 mètres, d'abord en remblai puis en tranchée.
Le 9 mai 1980, le prolongement de 3,2 kilomètres à travers Clichy, Asnières-sur-Seine et Gennevilliers est mis en service. Le nouveau terminus est nommé Gabriel Péri - Asnières Gennevilliers.

#### Prolongement àLes Courtilles

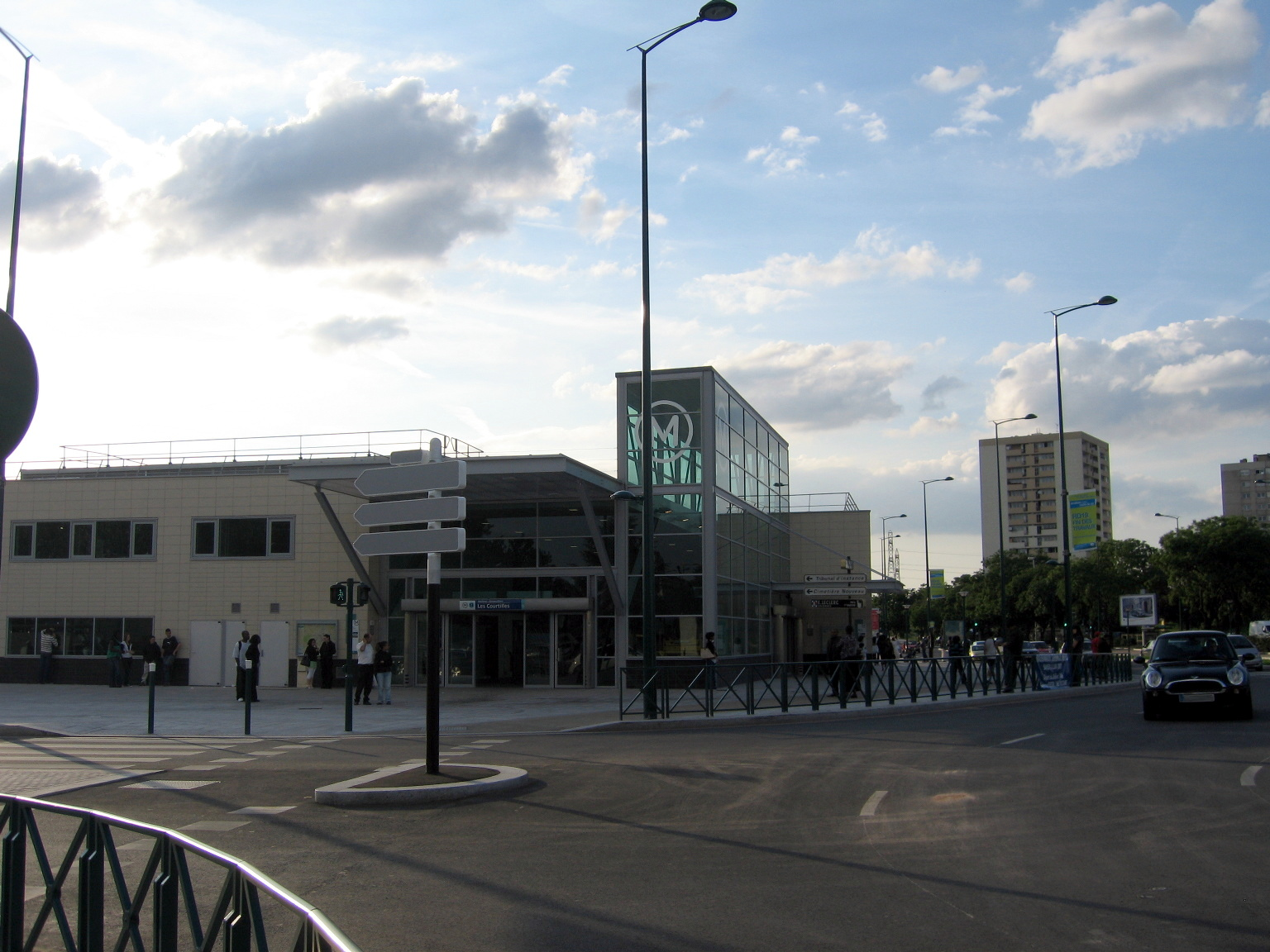
Station Les Courtilles, vue extérieure.

Dix ans après l'extension de ligne à Saint-Denis - Université, c'est la branche d'Asnières qui est de nouveau étendue sur 1,880 kilomètre jusqu'à Les Courtilles, desservant deux nouvelles stations. Les essais techniques à vide sans voyageurs - ou marches à blanc - se déroulent sur le prolongement du 7 au 13 juin 2008, avant l'inauguration du tronçon le 14 juin 2008. L'ancien terminus est renommé simplement Gabriel Péri, tandis que le nouveau terminus est appelée Asnières Gennevilliers - Les Courtilles. Cette extension améliore la desserte des communes d'Asnières-sur-Seine et de Gennevilliers et constitue à son nouveau terminus un pôle de correspondance avec la ligne 1 du tramway, prolongée à l'ouest depuis le 15 novembre 2012.
En 2005, on estime que le prolongement augmenterait le trafic de la ligne 13 de 23 000 voyageurs quotidiens, s'ajoutant aux 374 000 personnes qui l'empruntent déjà en moyenne chaque jour de la semaine (environ 4 000 voyageurs supplémentaires à l’heure de pointe entre les stations La Fourche et Porte de Clichy à échéance 2020). Afin de limiter les conséquences du prolongement, la RATP restructure son réseau de bus de manière à permettre de créer une véritable rocade entre Clichy et la porte de Clignancourt. 

### La saturation
En décembre 2003, le prolongement de la ligne 14 à Saint-Lazare provoque une forte hausse de fréquentation sur celle-ci, le nombre de voyageurs annuels faisant un bond de 40,8 à 64,1 millions de voyageurs entre 2003 et 2004. Ce prolongement a également de fortes répercussions sur la ligne 13, du fait de la rapidité de la correspondance. On commence ainsi à partir de 2005 à observer une saturation chronique.

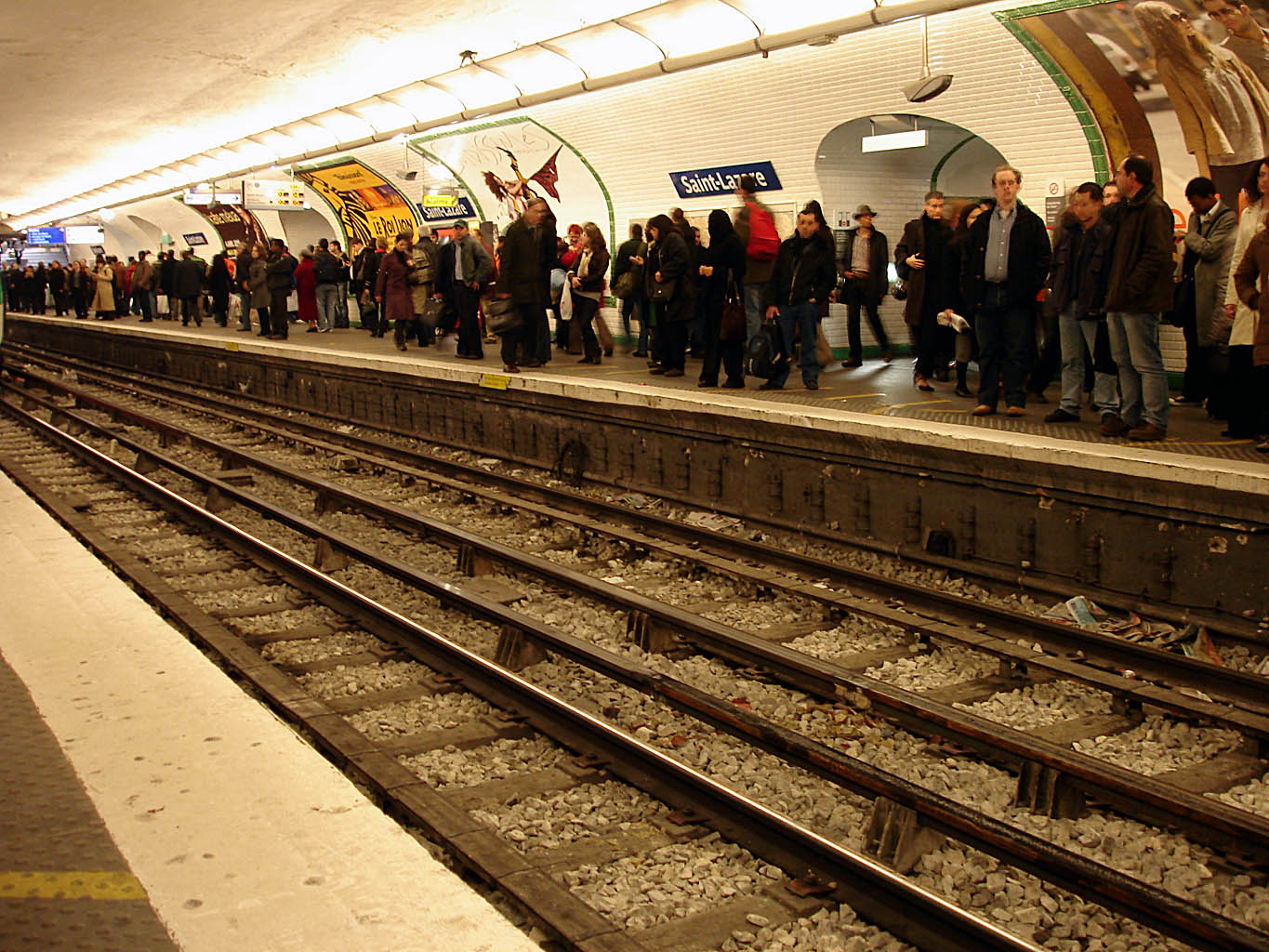
Quais de la station Saint-Lazare en semaine à 18 heures, en janvier 2008. La ligne 13 est une des plus saturées du réseau.

À compter de l'extension à Les Courtilles, la situation devient critique. L'exploitation en deux branches qui limite le nombre de trains rend les conditions de transport éprouvantes, particulièrement au nord de Saint-Lazare. La ligne, qui relie les banlieues aux quartiers d'affaires attire différents flux qui se succèdent au cours de la journée, donnant le sentiment d'une surcharge permanente. Il n'est en effet pas rare de devoir laisser passer plusieurs rames avant de pouvoir emprunter l'une d'elles à cause de leur surcharge chronique : celle-ci atteint 4,5 personnes au mètre carré, alors que la norme de confort est de 4 personnes maximum au mètre carré. Les trains affichent en 2006 un taux d'occupation moyen de 116 %.
L'important développement économique de la Plaine Saint-Denis autour d'un vaste projet urbain depuis la construction du Stade de France contribue également à aggraver la situation de la ligne, de nombreuses entreprises s'étant installées dans ce secteur, dont les salariés empruntent la ligne pour leur migration quotidienne domicile-travail,. Entre 1999 et 2008, la population des communes de banlieue situées sur les deux branches nord de la ligne a ainsi augmenté de plus 39 000 habitants (+11 %). En 2018, la ligne doit également assurer le trafic induit par le nouveau tribunal de Paris dans le quartier des Batignolles et le développement du quartier des Docks de Saint-Ouen où s'implante le siège du Conseil régional.
En 2007, le retard du système de contrôle et de commande des trains dit Ouragan a amené la RATP à proposer au STIF la mise en place d'assistants de régulation (parfois surnommés « pousseurs ») chargés de fluidifier les entrées et sorties des voyageurs dans les stations les plus chargées que sont Saint-Lazare et Place de Clichy,.
En 2020, selon une étude réalisée par L'Institut Paris Région, cette ligne est jugée comme la plus saturée et la plus anxiogène de tout le réseau.

#### Améliorations techniques

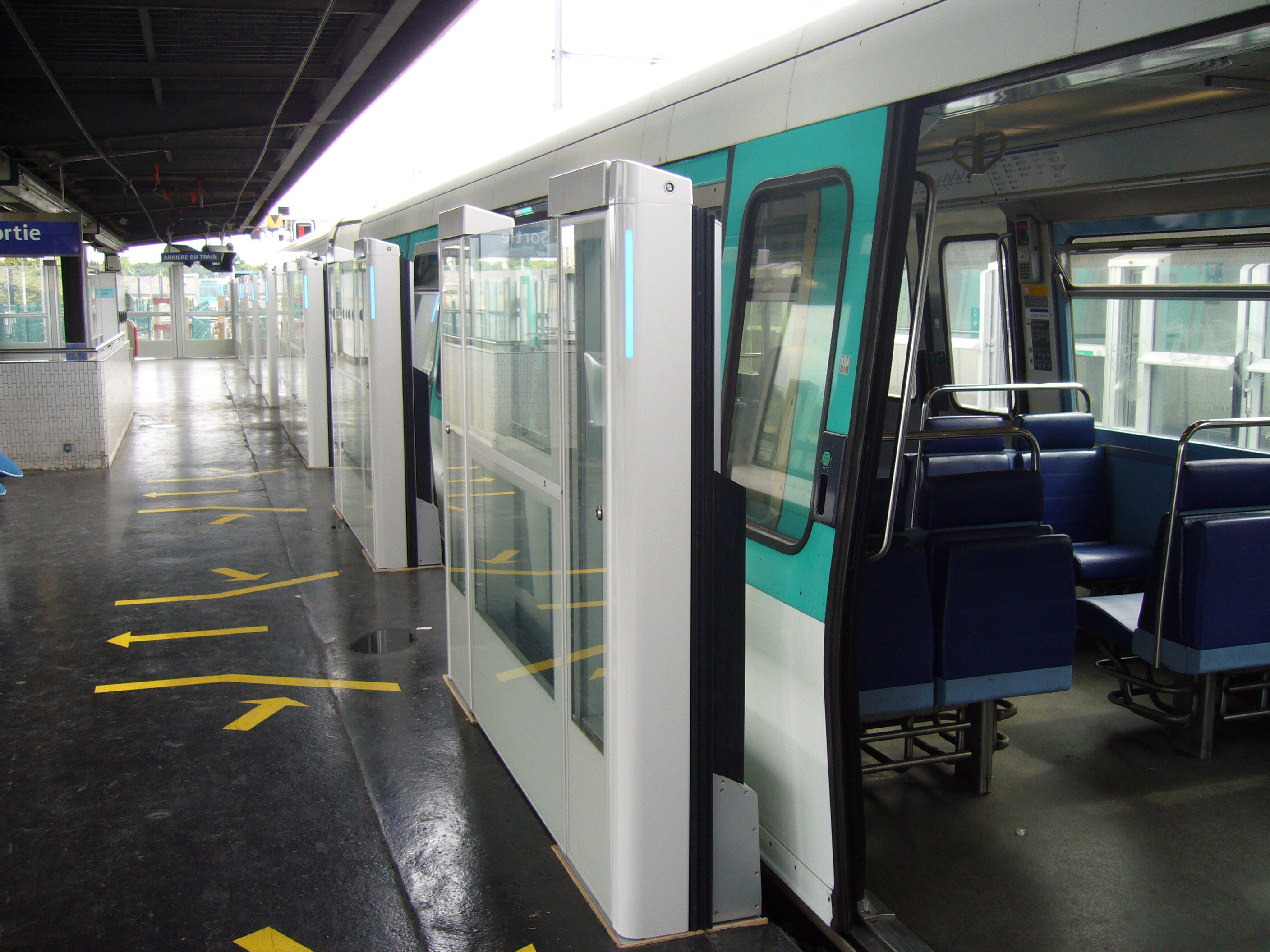
Façades de quai installées à la station Châtillon - Montrouge.

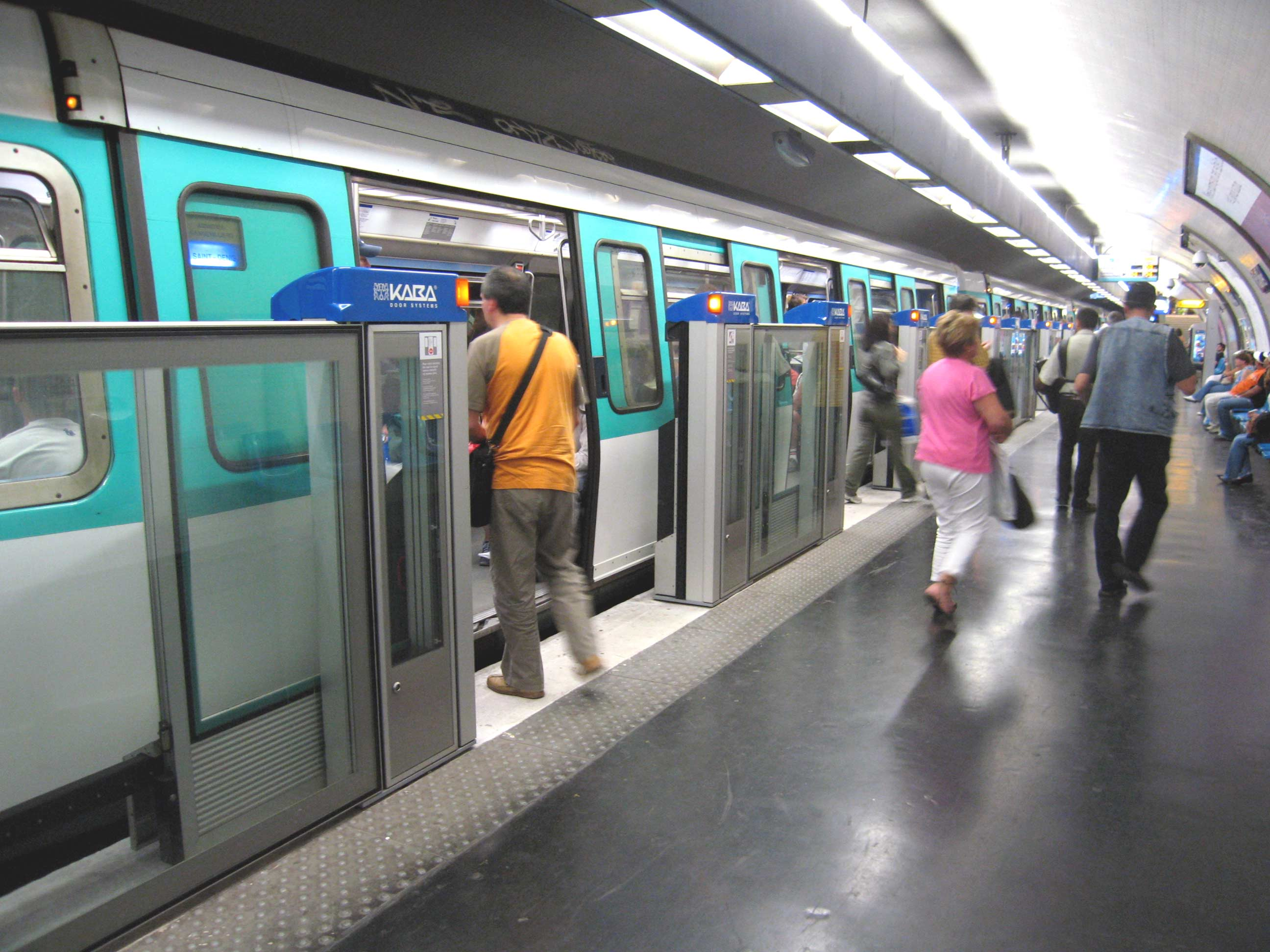
Portes palières en test en juin 2006, à la station Invalides.

Après décembre 2006, plus de quatre-vingts circulations supplémentaires par jour ont été ajoutées sur la ligne, ce qui représente une augmentation de 10 % notamment sur la desserte d’Asnières aux heures de pointe ainsi que sur toute la ligne aux heures creuses. Depuis juin 2008, le retournement automatique des trains à Châtillon - Montrouge est en service, ce qui a permis de réduire le délai de retournement de 10 secondes et de faire circuler une rame toutes les 95 secondes sur la ligne aux heures de pointe. Cette évolution a nécessité l'installation de portes palières sur les quais afin de prévenir les chutes sur la voie en l'absence d'un conducteur en cabine lors de l'opération. En 2018, la RATP avance une division des dysfonctionnements par 8 en quatre ans,.
Depuis le 17 décembre 2006, la ligne 13 dispose de son propre PCC, décentralisé au plus près de la ligne et qui gère l'ensemble de la ligne depuis Malakoff,,. Il regroupe les cadres responsables des terminus, ceux chargés de la régulation de la ligne ainsi qu'un contremaître chargé de la maintenance à distance, sous la responsabilité d'un coordinateur, afin de limiter au maximum les incidents et les retards sur la ligne. Depuis le 29 juillet 2008, le PCC intègre les fonctions « manœuvre et départ » étant auparavant réalisées dans les postes de manœuvre localisés (PML) des différents terminus de la ligne. Ces fonctions sont assurées par des gestionnaires de terminus (GT) qui occupent deux postes dédiés à la régulation du trafic au départ des terminus,.
Depuis fin 2010, l'installation de portes palières dans treize stations a permis de limiter les incursions fréquentes sur les voies et d'augmenter la vitesse moyenne de la ligne. La vitesse est en effet plus élevée à l'entrée en station sans risquer de happer un voyageur. Après un essai mené durant l'année 2006, des portes ont été installées sur les quais des stations les plus saturées. À l'issue de ce test, la RATP a signé un contrat pour la fourniture et l'installation de portes palières de l'entreprise Kaba sur la ligne 1 en vue d'une automatisation et par la suite éventuellement sur la ligne 13. L'entreprise ClearSy réalise le système sécuritaire de commande des portes palières sur la base du système installé en 2006. Ces portes sont légèrement différentes de celles testées en 2006 sur la ligne 13 à la station Invalides.
De fin 2009 à juillet 2012, la RATP a installé des façades de quai dans treize stations en commençant par Miromesnil. Ensuite ont été équipées les stations situées entre Montparnasse - Bienvenüe et Saint-Lazare, ainsi que Châtillon - Montrouge, Saint-Denis - Porte de Paris et Basilique de Saint-Denis.
Depuis le prolongement de la branche d'Asnières en juin 2008, le nombre de trains circulant sur chaque branche est devenu équivalent, ce qui a pour but de réduire la surcharge de cette branche. Sur le tronc commun la desserte doit passer de 34 trains à 38 trains à l’heure entre 7 h 30 et 8 h 30, renforçant la sensibilité de la ligne à tout incident d'exploitation. L'année 2008 est d'ailleurs celle où les incidents ont culminé.
L'adoption du système de signalisation en cabine Ouragan, initialement prévu pour 2007 est d'abord reporté à 2011 pour des raisons de non-conformité au cahier des charges, notamment pour des problèmes de sécurité. La pose de portes palières sur le tronçon central doit permettre de diminuer l'intervalle de sécurité entre les rames à 90 secondes (105 à 140 secondes en 2007) et d'améliorer les conditions de voyage. Ouragan doit permettre de porter l’offre de 38 à 40 trains à l’heure de pointe, mais l'installation d'Ouragan est reportée une nouvelle fois à 2013. Il n'est complètement déployé qu'en juillet 2017,.

#### Désaturation par un prolongement de la ligne 14
Dès l'extension de la ligne 13 à Carrefour Pleyel, en 1952, l'exploitation en fourche de la ligne apparaît comme problématique en raison du déséquilibre de charge entre les deux branches. En 1983, dans son ouvrage Notre Métro, l'historien Jean Robert note déjà : « Un tel déséquilibre de trafic entre les branches ne peut conduire qu'au « débranchement » de la ligne [...] il faudra sans doute un jour [la] dédoubler [...] à partir de La Fourche pour envoyer l'une des branches vers la Trinité et la Chaussée d'Antin »

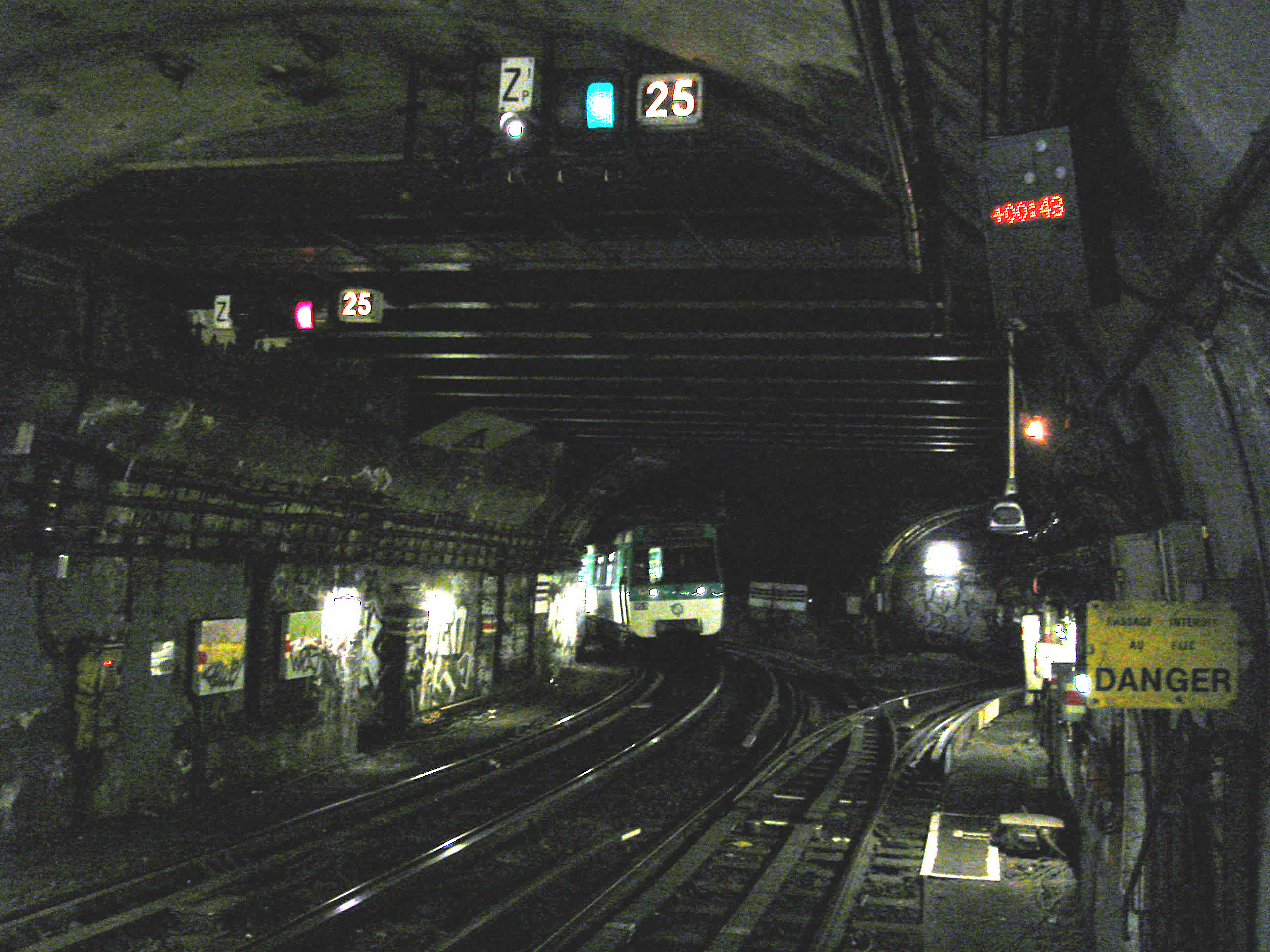
La bifurcation de la ligne 13 à la sortie de la station La Fourche. La rame à gauche vient d'Asnières.

En raison de l'engorgement croissant de la ligne, en particulier entre la station Saint-Lazare et Saint-Denis, la RATP lance dans les années 2000 des études pour dédoubler la ligne à partir de Saint-Lazare, soit en prolongeant la ligne 14 à conduite automatique vers Gennevilliers ou Saint-Denis, soit en créant une ligne 13 bis depuis Saint-Lazare vers Gennevilliers ou Saint-Denis à l'horizon 2015. L'avant-projet de SDRIF présenté par la région en novembre 2006 prévoit la reprise par la ligne 14 de la branche Saint-Denis à l'horizon 2020-2030, grâce à la réalisation d'un tunnel entre Saint-Lazare et La Fourche.
Toutefois, une étude diligentée par le STIF présentée au Comité d’information de la ligne 13 le 24 octobre 2007 contredit les hypothèses précédentes, établies comme suit :
- la création d'un second tunnel entre La Fourche et Saint-Lazare, Auber ou Havre-Caumartin, constituant le terminus de l'une des branches. Cette hypothèse, laquelle nécessite un ouvrage complexe et onéreux sous la Place de Clichy, aurait coûté près de 700 millions d'euros ;
- la déviation de la branche d'Asnières à partir de Brochant vers Villiers et le quartier des Batignolles, avant d'arriver à son nouveau terminus de Saint-Lazare ;
- le prolongement de la ligne 4 de Porte de Clignancourt jusqu'à Mairie de Saint-Ouen (prévu au SDRIF) voire à la gare de Saint-Ouen du RER C. Ce prolongement, estimé de 180 à 400 millions d'euros, aurait permis de décharger significativement la branche de Saint-Denis tout en maillant mieux le réseau, mais au prix d'une nouvelle surcharge de la ligne 4[59].

En effet, le débranchement et l'automatisation de l'une des branches de la ligne 13 serait très complexe à réaliser et coûteux (1 360 millions d'euros), engendrant de plus de fortes contraintes durant les travaux. Toutefois des travaux équivalents ont déjà eu lieu durant les années 1960 sur les lignes 1 et 4 sans interruption de trafic conséquente, avec allongement des stations de 75 à 90 mètres et adaptation au roulement sur pneumatiques. De plus, la ligne 1 a été automatisée de 2007 à 2012, sans contrainte notable sur l'exploitation, hormis des périodes de fermeture le dimanche matin.
C'est pourquoi l'étude d'octobre 2007 réalisée par le STIF, l’IAURIF et la RATP préconise plutôt le prolongement séparé de la ligne 14 de 5,9 kilomètres croisant tout d'abord la branche Gennevilliers de la ligne 13 à Porte de Clichy puis la branche Saint-Denis de cette même ligne à Mairie de Saint-Ouen d'ici 2017, qui serait mise en correspondance avec la ligne 4 prolongée.

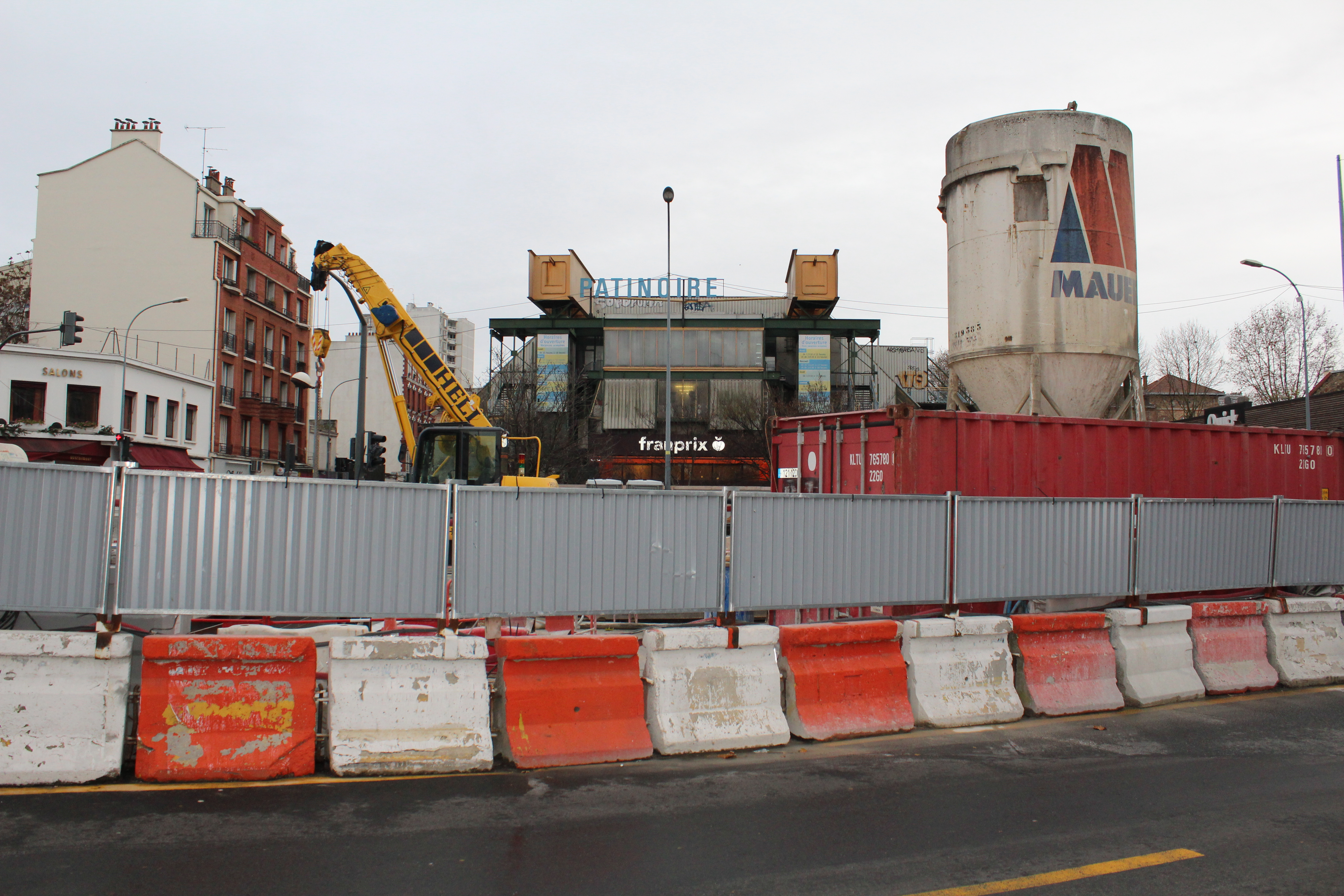
Chantier de la ligne 14 à la station Mairie de Saint-Ouen.

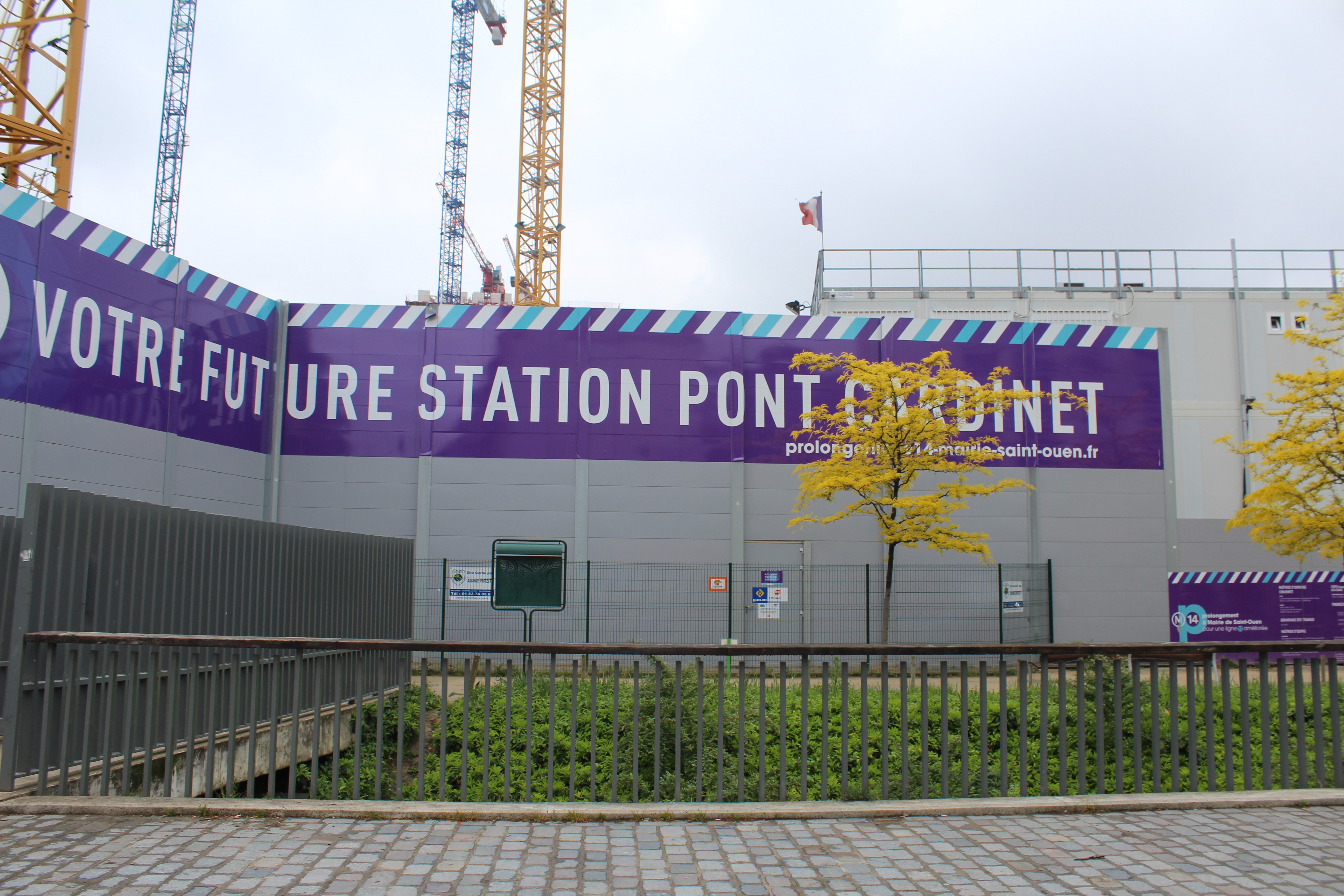
Chantier de la station Pont Cardinet.

En 2007, selon le STIF, ce prolongement de la ligne 14 — pour un coût est estimé à 890 millions d'euros pour l’infrastructure et le matériel roulant — doit permettre de réduire la saturation de la ligne 13 et sa réalisation technique n'aurait pas présenté de difficultés particulières, hypothèse qui sera invalidée par des difficultés de creusement du tunnel entraînant des retards au moins jusque mi-2020. En 2007, des élus ont contesté le fait que le prolongement ne comporterait que deux stations assurant le maillage avec la ligne 13, en ne desservant pas tous les quartiers traversés et sans mettre fin à la délicate exploitation en deux branches. Ils arguent enfin, de risques de pollution du sous-sol du site de maintenance et de remisage[réf. nécessaire].
La municipalité de Clichy a approuvé lors de son conseil du 29 janvier 2008 le prolongement de la ligne 14 selon le projet du STIF, mais a demandé la réalisation d'une station intermédiaire dans le quartier de la Maison du Peuple, un renforcement rapide de la desserte bus, ainsi que la mise à l'étude dans les meilleurs délais d'une navette fluviale à l'image de Voguéo, entre Suresnes et Clichy et les villes au-delà, via La Défense. La CGT quant à elle demande le débranchement de la ligne 13, selon elle seule solution efficace et réalisable à court terme.
Une seconde hypothèse consiste à mailler la ligne 13 avec le projet Arc Express (qui sera en 2011 fusionné avec le projet initial du métro du Grand Paris pour former le Grand Paris Express), projet alors fortement soutenu par la RATP malgré son coût élevé. Il s'agit de réaliser un tronçon d'Arc Express entre la Défense et la Plaine Saint-Denis, ce qui aurait amélioré la desserte en transport en commun de tout le quart nord-ouest de la petite couronne, favorisant de ce fait la rénovation urbaine et la densification des secteurs concernés. Le coût de ce projet de métro souterrain est compris entre 1 800 millions d'euros et 2 000 millions d'euros et on estime sa fréquentation à l’heure de pointe du matin, entre 36 000 à 42 000 personnes en moyenne.
Le schéma de principe présenté en 2011 par le STIF prévoit par rapport à la situation de référence en 2020 une désaturation de 23 % sur le tronçon commun, de 27 % sur la branche Saint-Denis et de 19 % sur la branche Asnières-Gennevilliers. Le 23 avril 2012, le STIF annonce l'avis favorable sans réserve émis par la commission d'enquête publique sur le prolongement de la ligne 14 jusqu'à Mairie de Saint-Ouen, avec un début des travaux fin 2013 et une mise en service alors prévue à l'horizon 2017. La date de mise en service est repoussée d'abord à mi-2019 puis à mi-2020 à cause d'inondations du chantier par la nappe phréatique. Le schéma de principe demande de prévoir des stations pouvant accueillir huit voitures mais ne propose pas de concrétiser immédiatement cette réserve. Finalement, le prolongement sera mis en service à la mi-décembre 2020 mais la station Porte de Clichy, en raison de travaux plus importants, ouvrira seulement en janvier 2021.
Le projet Grand Paris Express faisant du pôle de Pleyel une de ses principales stations de correspondance, le terminus est repoussé par un nouveau prolongement de la ligne 14 exécuté sous la responsabilité de la Société du Grand Paris vers Saint-Denis Pleyel qui doit être en relation avec les lignes 15, 16 et 17 ainsi que le RER D par le franchissement Pleyel. Le schéma de principe de 2011 n'intègre pas l'impact du Grand Paris Express et des projets urbains à Saint-Ouen dans ses calculs de désaturation du réseau, ce qui a conduit à acter que le prolongement de la ligne 14 se ferait en adoptant un matériel roulant à huit voitures.
Réalisé le 14 décembre 2020, le prolongement de la ligne 14 de Saint-Lazare à Mairie de Saint-Ouen permet de réduire de 11 à 7 minutes le trajet de Saint-Ouen à Saint-Lazare et d'éviter les 5 minutes de la correspondance pour prolonger son parcours en direction de Châtelet.
Après la mise en service, une baisse de la fréquentation au nord de la ligne 13 est observée. Selon la RATP, elle est de 23 % entre Saint-Lazare et La Fourche, de 19 % entre Les Courtilles et La Fourche et de 27 % entre Saint-Denis - Université et La Fourche.

#### Doublement par un itinéraire cyclable

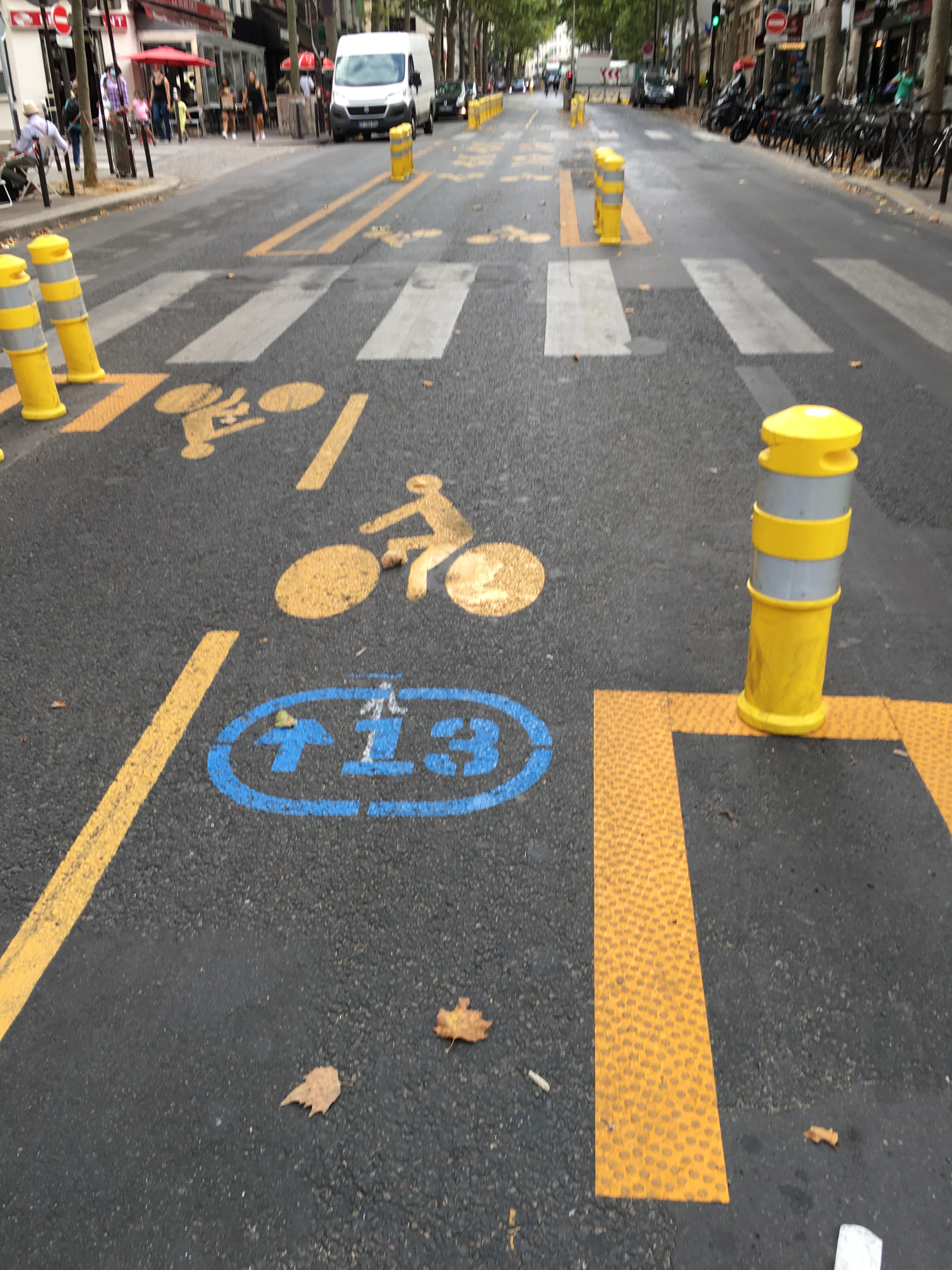
Piste cyclable provisoire « 13 » avenue de Saint-Ouen.

Progressivement émerge l'idée de réaliser une piste cyclable suivant le tracé des lignes de métro dont la ligne 13. Ce projet connaît une accélération en 2019-2020 avec la présentation du projet Vélopolitain par un collectif associatif dont les grandes lignes sont reprises par la maire de Paris Anne Hidalgo dans le cadre de la stratégie de déconfinement mise en place au printemps 2020 après la première phase de la pandémie de Covid-19,.

### Incidents
Le dimanche 29 juillet 2007, un début d'incendie atteint une voiture entre les stations Varenne et Invalides (le train étant en direction de Gabriel Péri). Les émanations de fumées font trente-cinq blessés, dont quinze sont évacués. Parmi eux figure une femme enceinte dans un état grave,.

## Tracé et stations

### Tracé
C'est la deuxième ligne la plus longue du réseau parisien derrière la ligne 14 avec 24,4 kilomètres, compte tenu de ses deux branches, la ligne 8 ayant le plus long linéaire entre terminus avec 23,3 km. Le tracé de la ligne 13 débute à la station extérieure Châtillon - Montrouge, au sud de Paris, dans le département des Hauts-de-Seine, où il est correspondance depuis le 12 décembre 2014 avec le tramway T6. Les installations terminales se situent le long des voies du TGV Atlantique et comprennent trois voies à quai se prolongeant par trois longs tiroirs de manœuvre en arrière-gare dont un équipé d'un trottoir, donnant accès à un atelier terminal.
Le tracé se dirige vers le nord-ouest en aérien le long de la plate-forme ferroviaire, dessert la station aérienne Malakoff - Rue Étienne-Dolet avant de plonger en sous-sol par une pente de 41 ‰ (4,1 m pour 100 m) et desservir la station Malakoff - Plateau de Vanves. Le tracé se poursuit en pente de 40 ‰ afin de franchir en souterrain la tranchée du boulevard périphérique, puis remonte jusqu'à l'ancienne station terminus Porte de Vanves, à trois voies dont une de garage en impasse. Cette station est depuis décembre 2006 en correspondance avec le tramway T3a. Après avoir successivement desservi Plaisance et Pernety, la ligne se dirige vers le nord juste avant la station Gaîté, puis franchit la ligne 6 par un passage inférieur et dessert la station de correspondance Montparnasse - Bienvenüe.
Après être passée sous la ligne 12, puis au-dessus de la ligne 10 à laquelle elle donne correspondance à la station Duroc, la ligne 13 se poursuit sous le boulevard des Invalides et atteint la station Varenne, à trois voies à quai dont une qui se raccorde à une vaste boucle sous l'esplanade des Invalides, ancienne boucle du terminus nord de l'ancienne ligne 14. La station Invalides proprement dite est composée de trois voies, dont une de garage appartenant à la boucle. Le raccordement de l'ancienne ligne 14 (au sud) à la ligne 13 (au nord) a nécessité une traversée sous-fluviale : celle-ci s'effectue par une pente de 40 ‰ puis une fois la Seine franchie, par une rampe sur la rive droite de 31 ‰. La ligne 13 dessert alors les deux nouvelles stations de la jonction datant des années 1970 : Champs-Élysées - Clemenceau qui donne correspondance à la ligne 1, puis Miromesnil qui permet de rejoindre la ligne 9.

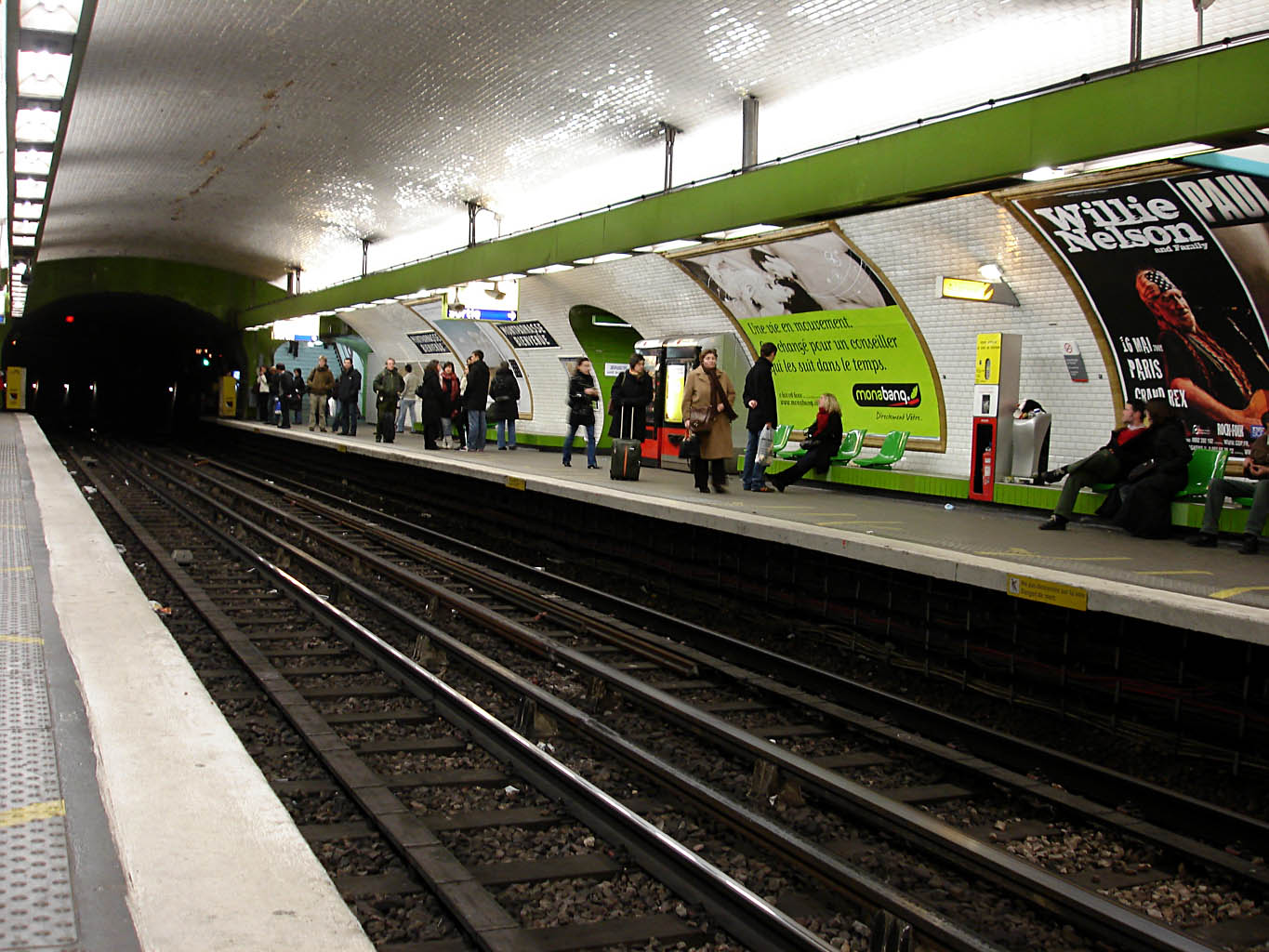
Quais de la station Montparnasse - Bienvenüe.

Une courbe de faible rayon permet à la ligne d'obliquer plein est sous la rue de la Pépinière jusqu'à la station Saint-Lazare, ancien terminus sud de la ligne 13 originelle, après être passée sous la ligne 3. Après un passage sous la rue Saint-Lazare, la ligne oblique vers le nord par une courbe de 75 mètres de rayon puis en rampe de 40 ‰ sous la rue d'Amsterdam dont l'étroitesse a imposé une station à quais décalés à Liège. Une nouvelle rampe de 33 ‰ permet d'atteindre la station Place de Clichy où elle est en correspondance avec la ligne 2.
Après une courte interstation de seulement 290 mètres, la ligne 13 dessert la station La Fourche, de configuration particulière à deux niveaux. Ici se séparent les deux branches de la ligne, l'une vers le nord-ouest en direction d'Asnières - Gennevilliers, l'autre vers le nord-est en direction de Saint-Denis - Université. La voie en direction de Saint-Denis se débranche au nord de la station supérieure à deux voies et deux quais latéraux, tandis que la voie en provenance de Saint-Denis en direction du sud dessert un quai bordant une voie unique située au niveau inférieur. En raison du relief de la butte Montmartre, cette station représente le point haut de la ligne avec une altitude de 60 mètres alors que les branches retrouvent par la suite des niveaux entre 30 et 35 mètres.
La branche Saint-Denis se poursuit en descente sous l'avenue de Saint-Ouen et dessert les stations Guy Môquet puis Porte de Saint-Ouen. La ligne 13 passe alors sous la Petite Ceinture, puis le tramway T3b (avec lequel il est en correspondance depuis décembre 2018). Cet ancien terminus dispose en arrière-gare de deux voies de garage. La ligne se situe alors à Saint-Ouen-sur-Seine et dessert la station Garibaldi puis Mairie de Saint-Ouen (en correspondance avec la ligne 14 depuis le 14 décembre 2020). La ligne passe ensuite au-dessus de celle-ci, entre sur le territoire de Saint-Denis et enfin atteint l'ancien terminus Carrefour Pleyel possédant trois voies à quai se prolongeant par une voie de garage avec trottoir.

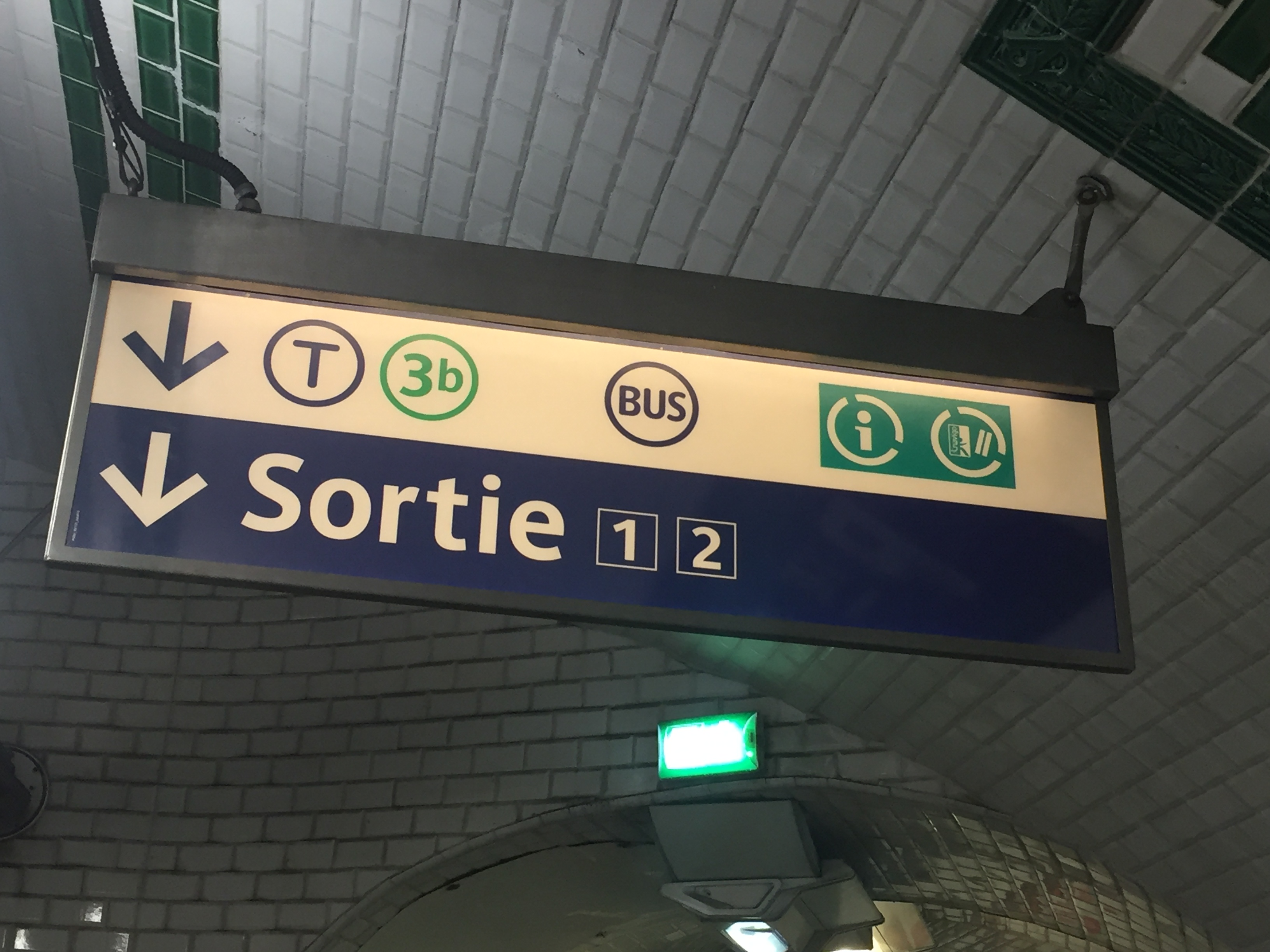
La correspondance avec le tramway T3b est possible depuis 2018 à la station Porte de Saint-Ouen.

Une longue interstation de 1 580 mètres amène la ligne à la station Saint-Denis - Porte de Paris après être passée sous les voies ferrées entre la gare du Nord et celle de Saint-Denis. À cet emplacement, appelé Pont de la Révolte a été réservée la possibilité de réaliser une station de correspondance avec les lignes SNCF. La ligne se poursuit en tréfonds d'immeuble pour franchir le Canal Saint-Denis sous le bassin de la Maltournée et atteint la station Basilique de Saint-Denis et enfin le terminus Saint-Denis - Université. Depuis fin juillet 2013, ligne 13 est en correspondance avec le tramway T5 sur ces deux dernières stations, celle de Basilique offrant également depuis 1992 un lien avec le tramway T1.
La branche Asnières se dirige elle vers le nord-ouest sous l'avenue de Clichy en pente de 40 ‰. Après avoir desservi Brochant, la ligne atteint l'ancien terminus Porte de Clichy, nouvellement en correspondance avec la ligne 14. Le tracé se poursuit par deux tunnels à voie unique de 600 mètres de long, reliant l'ancienne boucle terminale de Porte de Clichy au prolongement. Ils sont tous les deux franchis en profondeur par le tunnel de la ligne 14, effectuant une courbe vers le nord. Celui de la ligne 13 redevient à double voie sous la rue Calmette à Clichy, sur 450 mètres, pour atteindre l'unique station dans cette commune, Mairie de Clichy.
Par un tracé particulièrement difficile, une très forte rampe de 50 ‰ — la plus forte du réseau pour le roulement sur fer — et une suite de courbes et contre-courbes, la ligne retrouve l'air libre et traverse de nouveau la Seine par un viaduc de 411,70 mètres de longueur, placé en position surélevée parallèlement au pont routier, avant de replonger en sous-sol sur la rive gauche en pente de 41 ‰, dans une trémie couverte. Elle atteint alors la station Gabriel Péri après une longue interstation de 1 756 mètres.
Elle se poursuit en direction du nord-ouest, puis du nord, sous la rue des Bas puis le boulevard Pierre-de-Coubertin, desservant les deux stations les plus récentes, Les Agnettes et le terminus de la branche, Les Courtilles. Cette partie de la ligne n'est alors pas équipée du pilotage automatique : en effet d'après le planning prévisionnel, le système OURAGAN aurait dû être mis en service avant le prolongement. Son retard impose quelque temps la conduite manuelle des rames sur cette portion de ligne. Il est complètement déployé depuis juillet 2017,.

### Liste des stations
Au nord, la ligne 13 comporte deux branches, l'une vers Asnières-sur-Seine et Gennevilliers au nord-ouest, l'autre vers Saint-Denis au nord.

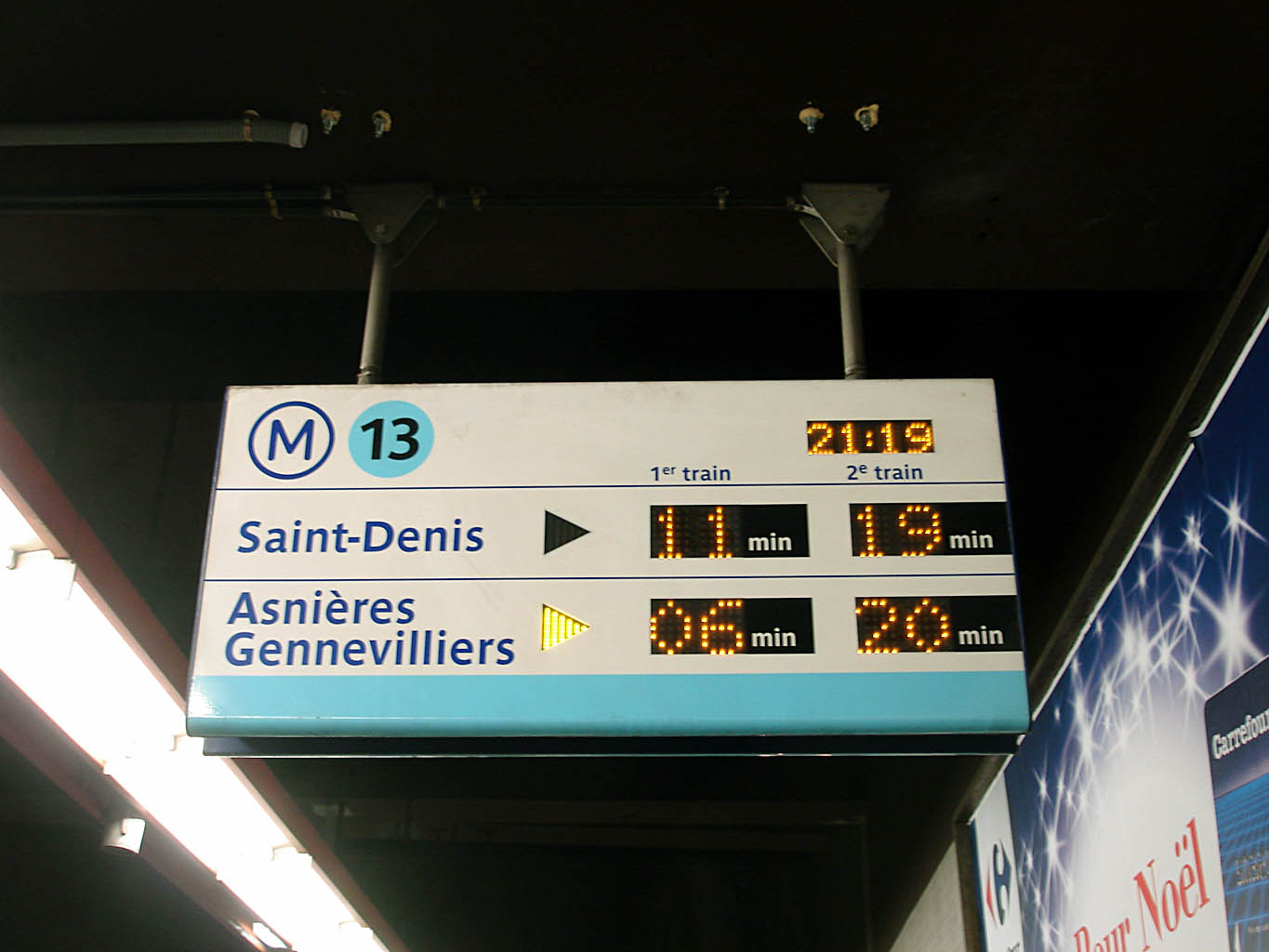
Temps d'attente, indiqué par le SIEL. La flèche allumée indique vers quelle branche se dirige la prochaine rame.

|  |   |   |   |  | Station                                      | Communes                          | Correspondances                                                                                  |
|  | - | - | - |  | -------------------------------------------- | --------------------------------- | ------------------------------------------------------------------------------------------------ |
|  | ■ |   |   |  | Asnières - Gennevilliers Les Courtilles      | Asnières-sur-Seine, Gennevilliers | (T) · (1)                                                                                        |
|  | • |   |   |  | Les Agnettes                                 | Asnières-sur-Seine, Gennevilliers |                                                                                                  |
|  | • |   |   |  | Gabriel Péri                                 | Asnières-sur-Seine, Gennevilliers |                                                                                                  |
|  | • |   |   |  | Mairie de Clichy                             | Clichy                            |                                                                                                  |
|  | • |   |   |  | Porte de Clichy Tribunal de Paris            | 17e                               | (RER) · (C) · (M) · (14) · (T) · (3b)                                                            |
|  | • |   |   |  | Brochant                                     | 17e                               |                                                                                                  |
|  |   |   | ■ |  | Saint-Denis - Université                     | Saint-Denis                       | (Guynemer, par la voie publique)                                                                 |
|  |   |   | • |  | Basilique de Saint-Denis Hôtel de Ville      | Saint-Denis                       | (Marché de Saint-Denis, par la voie publique)                                                    |
|  |   |   | • |  | Saint-Denis - Porte de Paris Stade de France | Saint-Denis                       | (T) · (8)                                                                                        |
|  |   |   | • |  | Carrefour Pleyel                             | Saint-Denis                       | (Stade de France - Saint-Denis, par la voie publique) (Saint-Denis Pleyel, par la voie publique) |
|  |   |   | • |  | Mairie de Saint-Ouen Région Île-de-France    | Saint-Ouen-sur-Seine              | (M) · (14)                                                                                       |
|  |   |   | • |  | Garibaldi                                    | Saint-Ouen-sur-Seine              |                                                                                                  |
|  |   |   | • |  | Porte de Saint-Ouen                          | 17e, 18e                          | (T) · (3b)                                                                                       |
|  |   |   | • |  | Guy Môquet                                   | 17e, 18e                          |                                                                                                  |
|  |   | • |   |  | La Fourche                                   | 17e, 18e                          |                                                                                                  |
|  |   | • |   |  | Place de Clichy                              | 8e, 9e, 17e, 18e                  | (M) · (2)                                                                                        |
|  |   | • |   |  | Liège                                        | 8e                                |                                                                                                  |
|  |   | • |   |  | Saint-Lazare                                 | 8e, 9e                            | (Haussmann - Saint-Lazare) Grandes lignes (Paris-Saint-Lazare)                                   |
|  |   | • |   |  | Miromesnil                                   | 8e                                | (M) · (9)                                                                                        |
|  |   | • |   |  | Champs-Élysées - Clemenceau                  | 8e                                | (M) · (1)                                                                                        |
|  |   | • |   |  | Invalides                                    | 7e                                | (RER) · (C) · (M) · (8)                                                                          |
|  |   | • |   |  | Varenne                                      | 7e                                |                                                                                                  |
|  |   | • |   |  | Saint-François-Xavier                        | 7e                                |                                                                                                  |
|  |   | • |   |  | Duroc                                        | 6e, 7e, 15e                       | (M) · (10)                                                                                       |
|  |   | • |   |  | Montparnasse - Bienvenüe                     | 6e, 14e, 15e                      | (Paris-Montparnasse) Grandes lignes (Paris-Montparnasse)                                         |
|  |   | • |   |  | Gaîté Joséphine Baker                        | 14e                               |                                                                                                  |
|  |   | • |   |  | Pernety                                      | 14e                               |                                                                                                  |
|  |   | • |   |  | Plaisance                                    | 14e                               |                                                                                                  |
|  |   | • |   |  | Porte de Vanves                              | 14e                               | (T) · (3a)                                                                                       |
|  |   | • |   |  | Malakoff - Plateau de Vanves                 | Malakoff, Vanves                  |                                                                                                  |
|  |   | • |   |  | Malakoff - Rue Étienne-Dolet                 | Malakoff                          |                                                                                                  |
|  |   | ■ |   |  | Châtillon - Montrouge                        | Châtillon, Montrouge              | (T) · (6)                                                                                        |

#### Intermodalité
La ligne 13 propose de nombreuses correspondances avec deux gares SNCF, plusieurs lignes de tramway ainsi que de nombreuses lignes de métro (sauf les lignes 3 bis, 5, 7 bis et 11), dont les lignes 12 et 14 rencontrées plusieurs fois. Fin 2015, une première station, Saint-Denis - Université est équipée d'une consigne sécurisée pour vélos Véligo,. Par ailleurs, la ligne 13 est la ligne de métro offrant le plus de liaisons avec le tramway (lignes 1, 3a, 3b, 5, 6 et 8). Elle possède des correspondances avec la ligne C du RER à Porte de Clichy et Invalides,  la ligne D à Carrefour Pleyel (à distance) ainsi qu'avec la ligne E à Saint-Lazare. En outre, il existe des liaisons indirectes avec la ligne A et avec la ligne 7 via le souterrain piétonnier reliant la gare d'Auber aux stations Saint-Lazare et Opéra, liaisons non indiquées sur les plans de la ligne 13. La ligne 13 est en correspondance avec les gares de Paris-Saint-Lazare et Paris-Montparnasse.

#### Information voyageurs
La ligne est équipée du système d'information en ligne, couramment désigné par le sigle SIEL, système permettant l'affichage du temps d'attente des prochaines rames vers chaque destination dans le cas particulier de cette ligne à deux branches. La ligne compte 66 panneaux. L'information voyageurs est complété par les alertes (415 000 abonnés) de l'application RATP pour téléphones mobiles et un compte Twitter suivi le 24 juin 2022 par 37 400 abonnés[réf. nécessaire].

### Accessibilité de la ligne
L'accessibilité de la ligne pour les personnes handicapées est très faible, à l'image de l'essentiel du métro parisien, seules les stations les plus récentes (Saint-Denis - Université, Les Courtilles, Les Agnettes) ainsi que Saint-Denis - Porte de Paris en raison de la desserte du Stade de France disposant d'ascenseurs pour rejoindre leurs quais. Dans les rames, la prochaine station desservie fait l'objet d'une annonce sonore alors que dispositif ASVA fait clignoter un point lumineux la matérialisant sur un plan implanté au-dessus de chaque porte. Sur les quais des bandes podotactiles signalent la proximité de la voie, dont l'accès est protégée dans les stations équipées de porte-palières.

### Stations ayant changé de nom
Six stations de la ligne 13 ont changé de nom au fil des ans :
- Berlin est devenue Liège le 2 août 1914[94] ;
- Marcadet est devenue Marcadet - Balagny en 1912, puis Guy Môquet[95] le 27 janvier 1946 ;
- Champs-Élysées (à l'époque desservie uniquement par la ligne 1) est devenue Champs-Élysées - Clemenceau le 20 mai 1931[96] ;
- Initialement, Montparnasse (desservant la gare Montparnasse) sur les actuelles lignes 4 et 12  et Bienvenüe sur les actuelles lignes 6 et 13 (qui s'appelle auparavant Avenue du Maine) sont à cette époque, des stations séparées. Les deux stations sont réunies sous le nom de Montparnasse - Bienvenüe le 6 octobre 1942 ;
- Saint-Denis - Basilique est devenue Basilique de Saint-Denis le 25 mai 1998 ;
- Gabriel Péri - Asnières - Gennevilliers est devenue Gabriel Péri à la suite du prolongement vers Les Courtilles le 14 juin 2008.

### Stations à thème et/ou particulières
L'histoire de la ligne a induit une grande variété architecturale : style « Nord-Sud » sur les plus anciennes stations au nord dans Paris ; architecture plus moderne en caissons pour la liaison entre Saint-Lazare et Invalides. Les branches en banlieue reprennent le style classique de la majorité des stations de métro. Plusieurs stations de la ligne possèdent une décoration culturelle thématique originale.

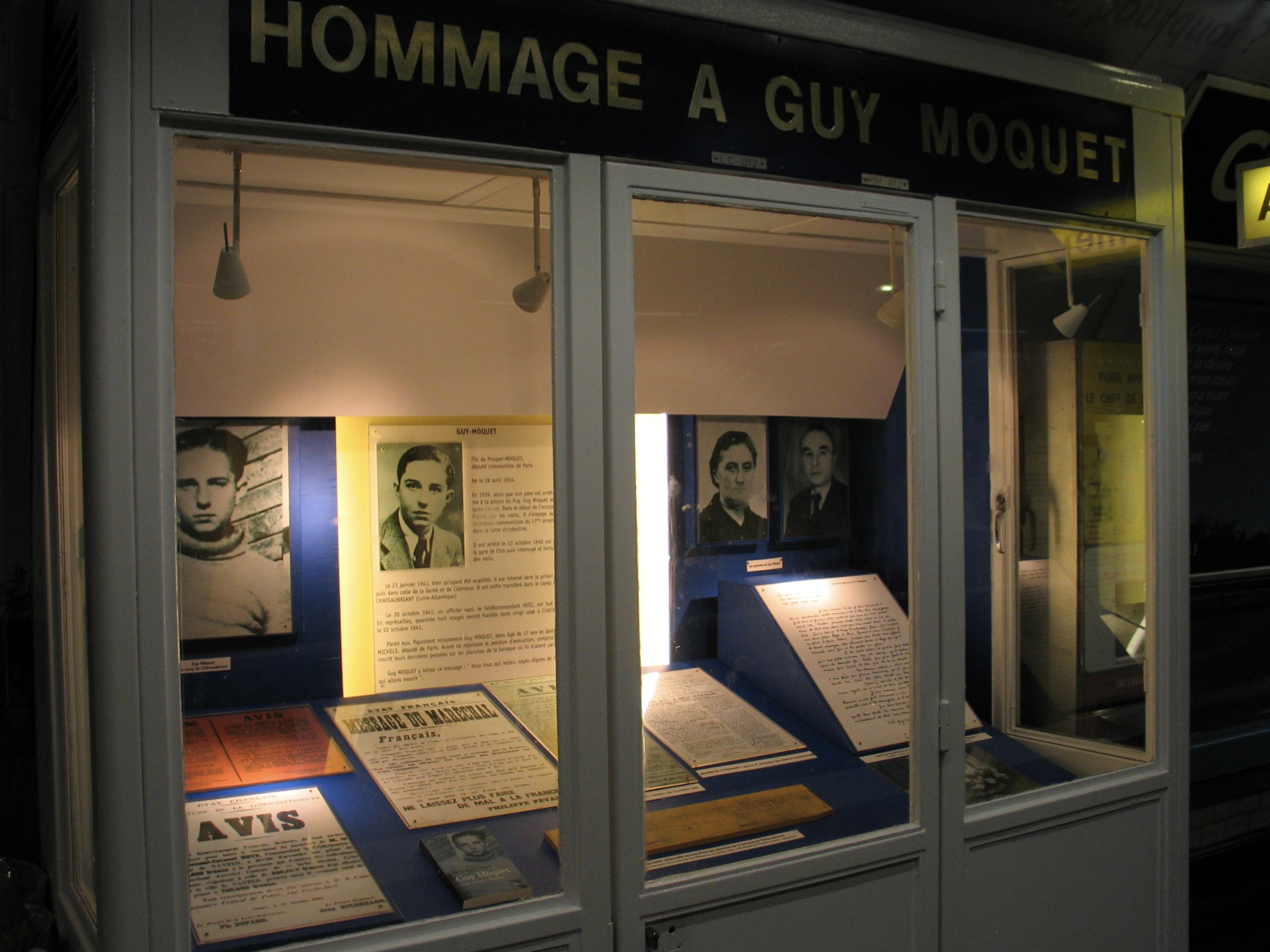
Vitrine mémorielle de la station Guy Môquet (octobre 2007).

Basilique de Saint-Denis possède une décoration ornée de vitraux et des vitrines thématiques évoquant la basilique Saint-Denis située à proximité immédiate. Après les travaux menés entre 2015 et 2018, le monument est évoqué par une nouvelle scénographie à base de photographies<[réf. nécessaire].
Carrefour Pleyel dispose de trois voies et présente un éclairage bleuté particulièrement soigné, qui rappelle la présence de nombreuses installations d'EDF. Les couloirs d'accès à la station sont décorés sur le thème des rencontres musicales en hommage à la manufacture de pianos fondée à proximité par Ignace Pleyel.
La station Guy Môquet consacre une vitrine à la mémoire de Guy Môquet, jeune militant exécuté comme otage par les nazis au camp de Châteaubriant. En 2010, elle est remplacée par une fresque de 4 m sur 1,70 m.
Liège est construite avec des quais décalés à cause de l'étroitesse de la rue d'Amsterdam sous laquelle elle se situe. En effet, à l'époque de sa construction, on ne sait pas construire de stations sous les immeubles. Dans chaque sens de circulation, les trains s'arrêtent dans la première demi-station rencontrée. Par ailleurs, Liège est jusqu'en décembre 2006, la dernière station du métro de Paris à être fermée après 20 h en semaine (les derniers trains s'y arrêtent vers 19 h 50) et toute la journée les dimanches et jours de fêtes. Les murs faisant face à chaque quai sont ornés de fresques en céramique figurant différents monuments de la ville belge de Liège et la province de Liège (Hôtel de Ville de Verviers, la Maison Curtius, etc.).
La station Varenne est également particulière, puisqu'elle dispose de trois voies (tout comme la station Carrefour Pleyel au nord de la ligne). Le quai en direction de Châtillon - Montrouge est en effet encadré de deux voies, dont celle située le plus à l'ouest est une voie de raccordement à la boucle du terminus de l'ancienne ligne 14. Sur ce quai se trouvent les reproductions du  Penseur et de l’Honoré de Balzac, œuvres majeures de Rodin, afin de présenter le musée Rodin situé à proximité.
Une station de la ligne est particulièrement atypique en raison de sa situation à la base de deux embranchements : La Fourche est construite sur deux niveaux pour permettre la séparation et l'union des deux branches en direction du nord. La station supérieure, à double voie, voit s'arrêter les trains se dirigeant vers les deux terminus nord, la bifurcation dans ce sens se situant à la sortie de la station. Les rames en provenance de Les Courtilles s'y arrêtent dans le sens opposé. La station inférieure, à voie unique, est desservie par les seuls trains venant de Saint-Denis - Université. Les deux voies en direction de Châtillon - Montrouge se rejoignent à l'entrée de la station suivante, Place de Clichy, après s'être rapprochées dans un vaste tunnel à trois voies dénivelées.

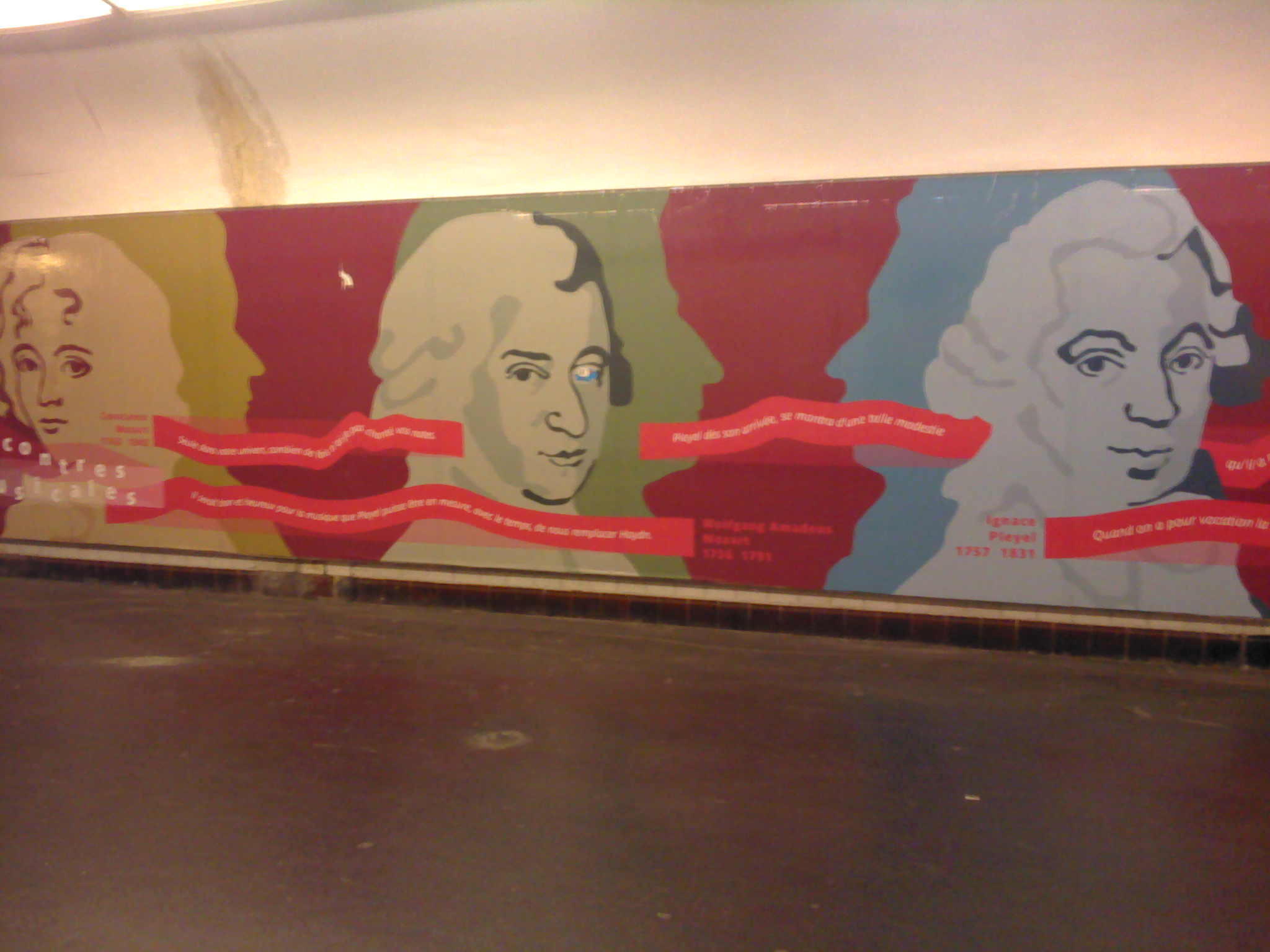
Décoration de la station Carrefour Pleyel.
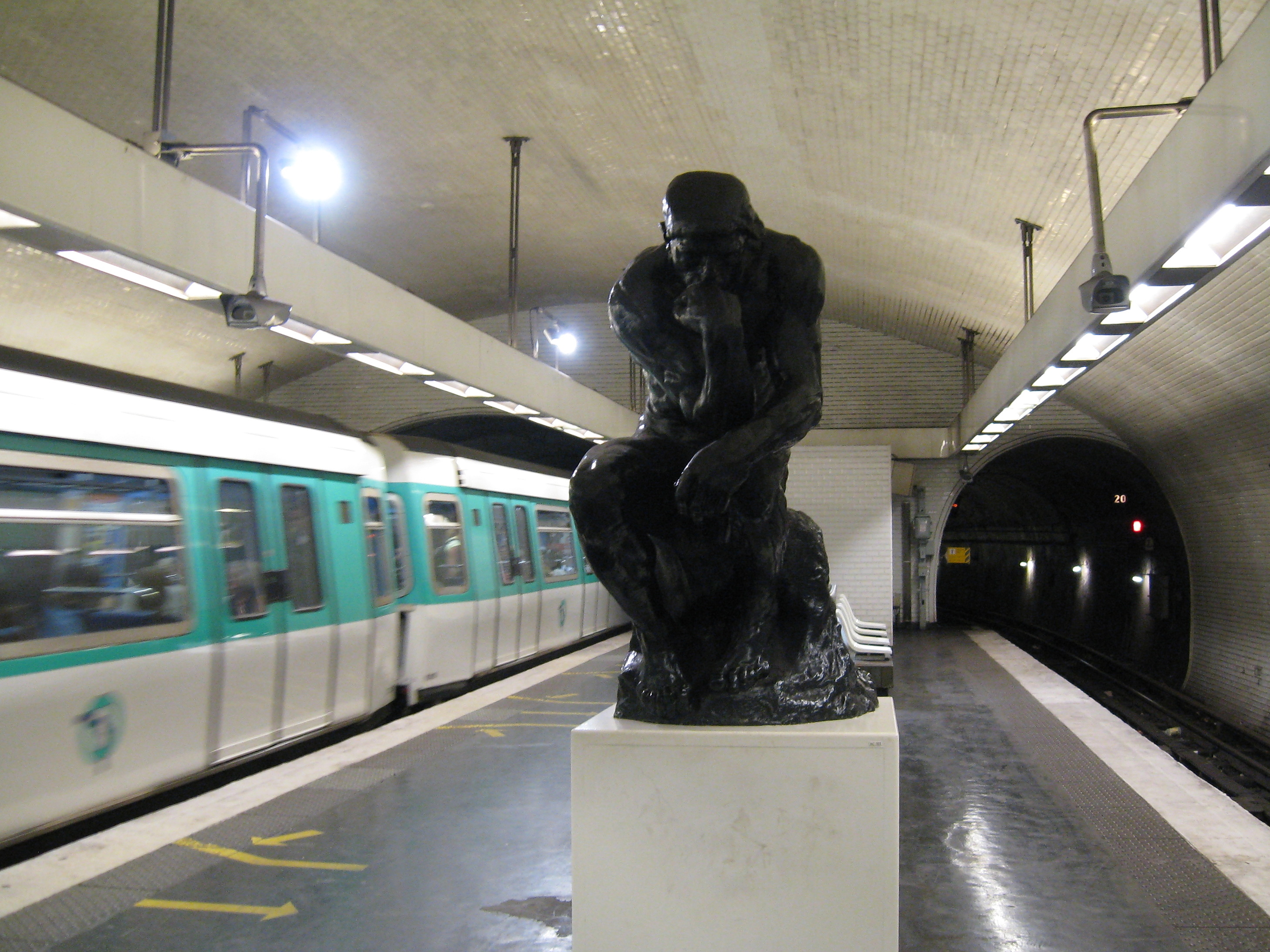
Reproductions de statue Le Penseur de Rodin à la station Varenne.
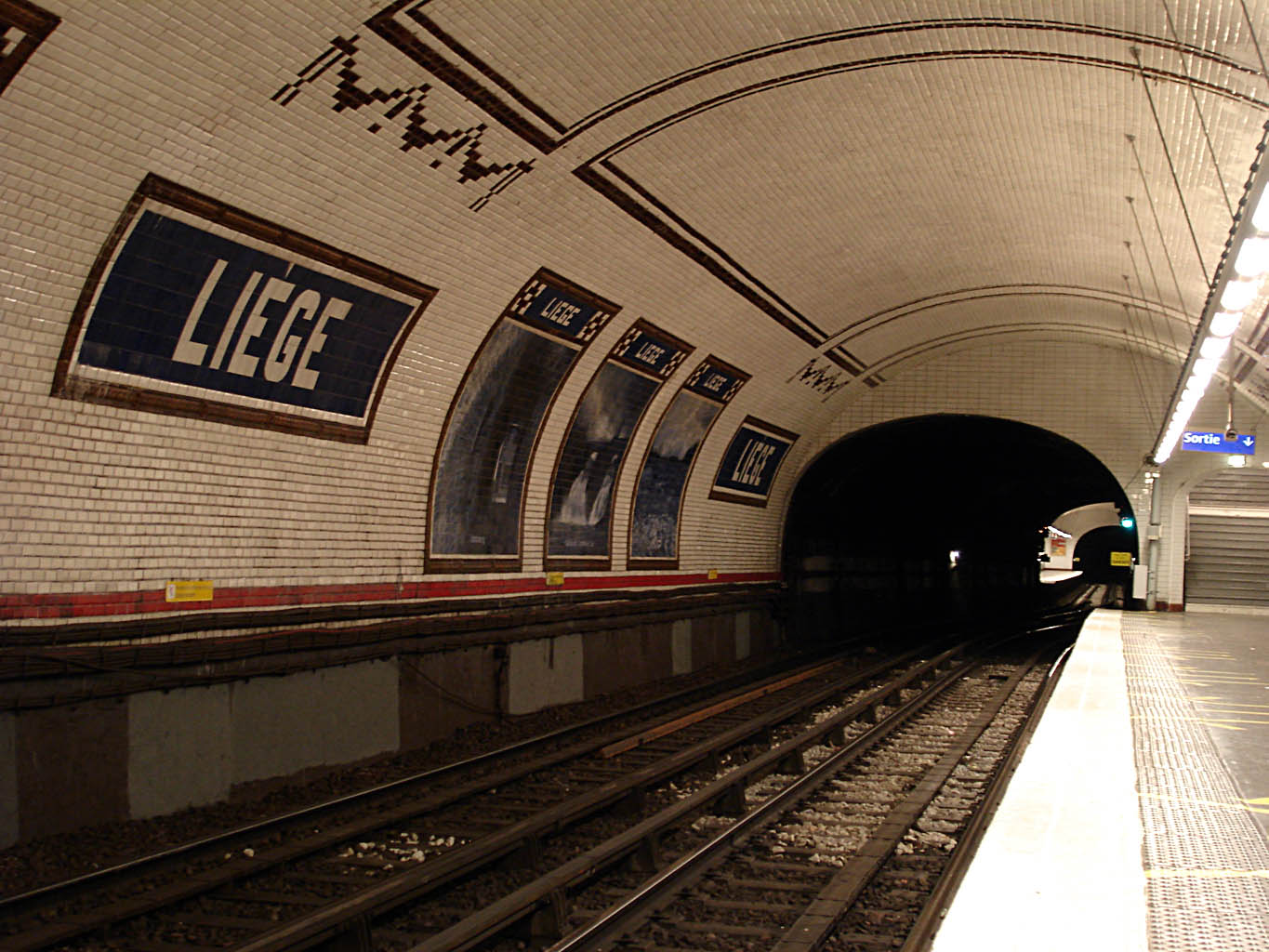
La station Liège aux quais décalés, avant la pose des portes palières.
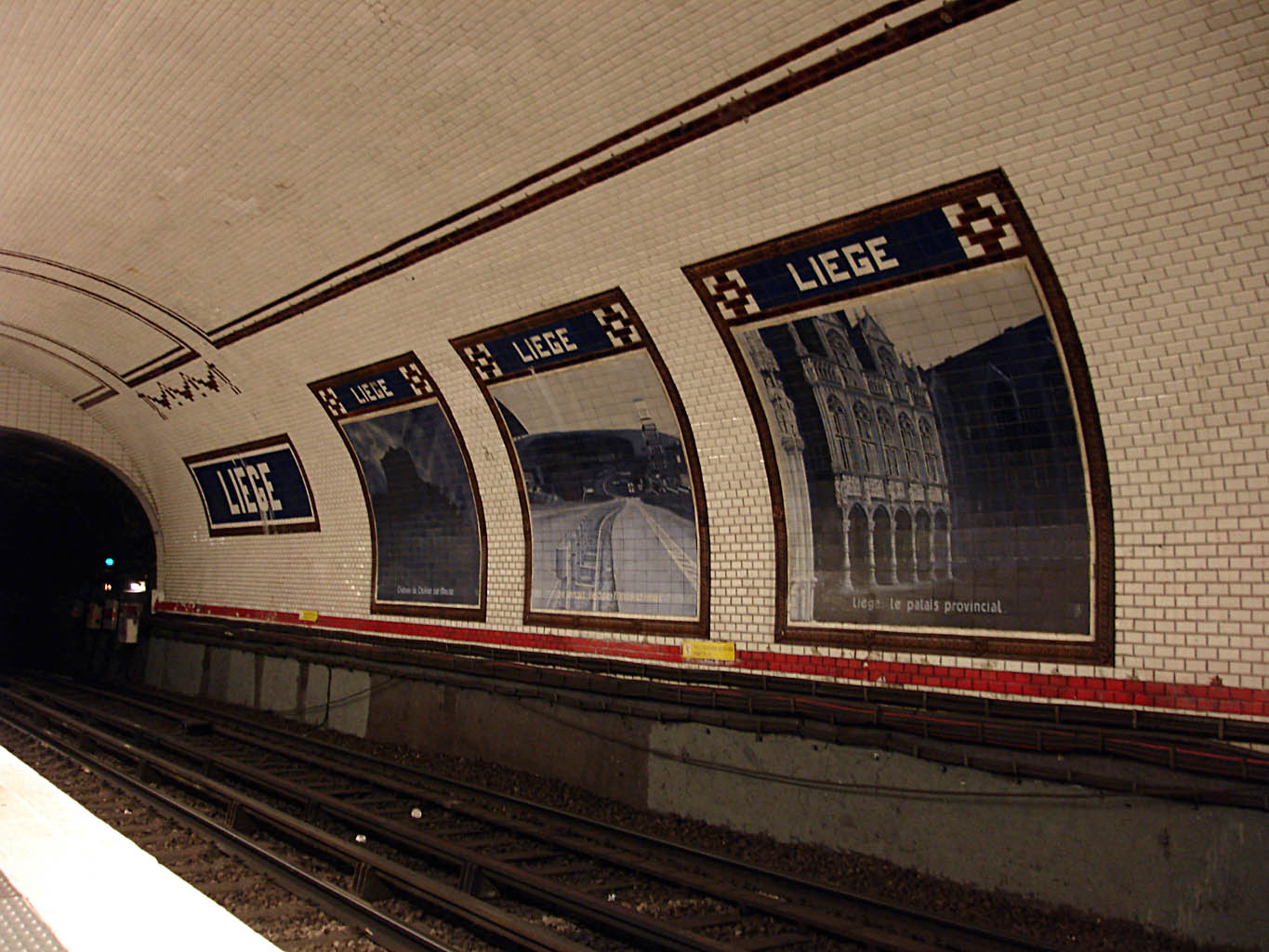
Mosaïques de la station Liège.

### Raccordements
De par son origine « Nord-Sud », la ligne ne dispose que de trois raccordements actifs avec le reste du réseau :
- avec la ligne 12, autre ligne de la Compagnie Nord-Sud, à la sortie de la station Saint-Lazare, en talon sur la voie direction  Saint-Denis / Asnières - Gennevilliers ; ce court tunnel de raccordement au gabarit double voie, ayant été utilisé, avant la création de l'atelier de Châtillon, par les trains de la ligne 13 afin de rejoindre l'atelier de Vaugirard de la ligne 12 ;
- avec la ligne 8 dans la boucle d'Invalides ;
- avec la ligne 12 entre les stations Montparnasse - Bienvenüe et Duroc, en talon sur la voie direction Saint-Denis / Asnières - Gennevilliers.

Deux raccordements ne sont pas utilisés :
- à Duroc subsiste le tunnel de raccordement datant de l'époque où la ligne 10 a pour terminus Invalides ; ce tunnel n'est plus équipé de voies en raison d'une dénivellation trop importante compte tenu des modifications de niveau des deux lignes pour permettre leur croisement ;
- l'amorce de la ligne C du Nord-Sud, se détachant de la  ligne 12  (ancienne ligne A) et parcourant quelques dizaines de mètres sous la rue de l'Arrivée n'a jamais été raccordée à l'ancienne ligne 14 circulant sous l'avenue du Maine.

### Ateliers

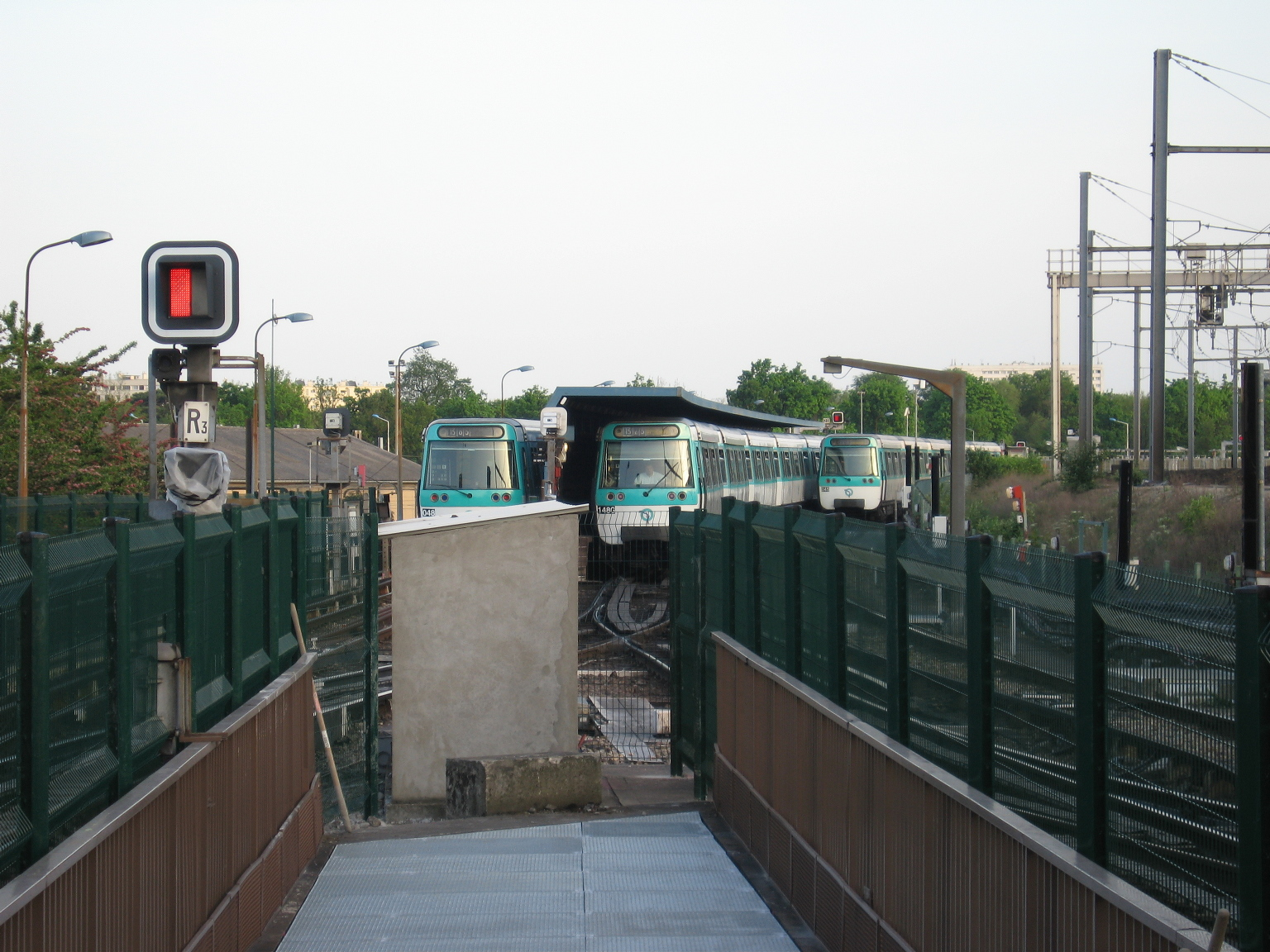
Les garages à Châtillon - Montrouge.

Le matériel de la ligne 13 est entretenu par les ateliers de Châtillon, situés à proximité des ateliers SNCF, mais sans raccordement avec le réseau ferré national. Ils sont raccordés sur les voies au terminus Châtillon - Montrouge. Un atelier auxiliaire souterrain se trouve également à Pleyel, aménagé sous le dépôt de bus du même nom en 1968 en vue des prolongements de la ligne 13, mais qui n'a été mis en service qu'en septembre 1974.
Avant la création des ateliers de Châtillon, pour les opérations importantes d'entretien, ni la ligne 13, ni l'ancienne ligne 14 ne disposent d'ateliers : les trains de la ligne 13 rejoignent les ateliers de Vaugirard sur la ligne 12 via le raccordement de Saint-Lazare (en utilisant au retour le tiroir de Trinité pour rejoindre la voie raccordée à Saint-Lazare) ; ceux de l'ancienne ligne 14 rejoignent l'atelier de Javel sur la ligne 8 via les raccordements des Invalides.
La maintenance lourde et la révision régulière (batteries, bobinages, peintures) du matériel de la ligne 13, comme tous les matériels de type MF 77 du réseau, se déroule aux ateliers de Saint-Ouen. Ouverts en 1908, ils sont situés dans la commune de Saint-Ouen-sur-Seine en Seine-Saint-Denis, à proximité du Boulevard périphérique et accessibles via un embranchement de la ligne 4. Ils se décomposent en trois entités distinctes : un atelier de maintenance pour les rames de la ligne 4 (AMT), un atelier de révision de l'ensemble des rames MF 77 et des véhicules auxiliaires du métro et la révision des équipements électroniques de tous les matériels. L'ensemble occupe une surface totale d'environ 34 000 m2. En 2007, deux cents agents sont affectés à cet atelier, hors AMT ligne 4.

## Exploitation
La ligne 13 est d'une exploitation difficile en raison de la présence de deux branches et de sa fréquentation importante qui en fait l'une des lignes les plus en surcharge du réseau. Les incidents, qu'ils soient techniques ou causés par les voyageurs, y sont particulièrement nombreux. Dans l'imaginaire commun parisien, la ligne 13 hérite souvent du titre officieux de « pire ligne de métro ». Néanmoins, diverses améliorations ont permis à la ligne de dépasser pour la première fois en 2017 l'objectif contractuel de production aux heures de pointe de 96,5 % fixé par Île-de-France Mobilités,.

### Desserte

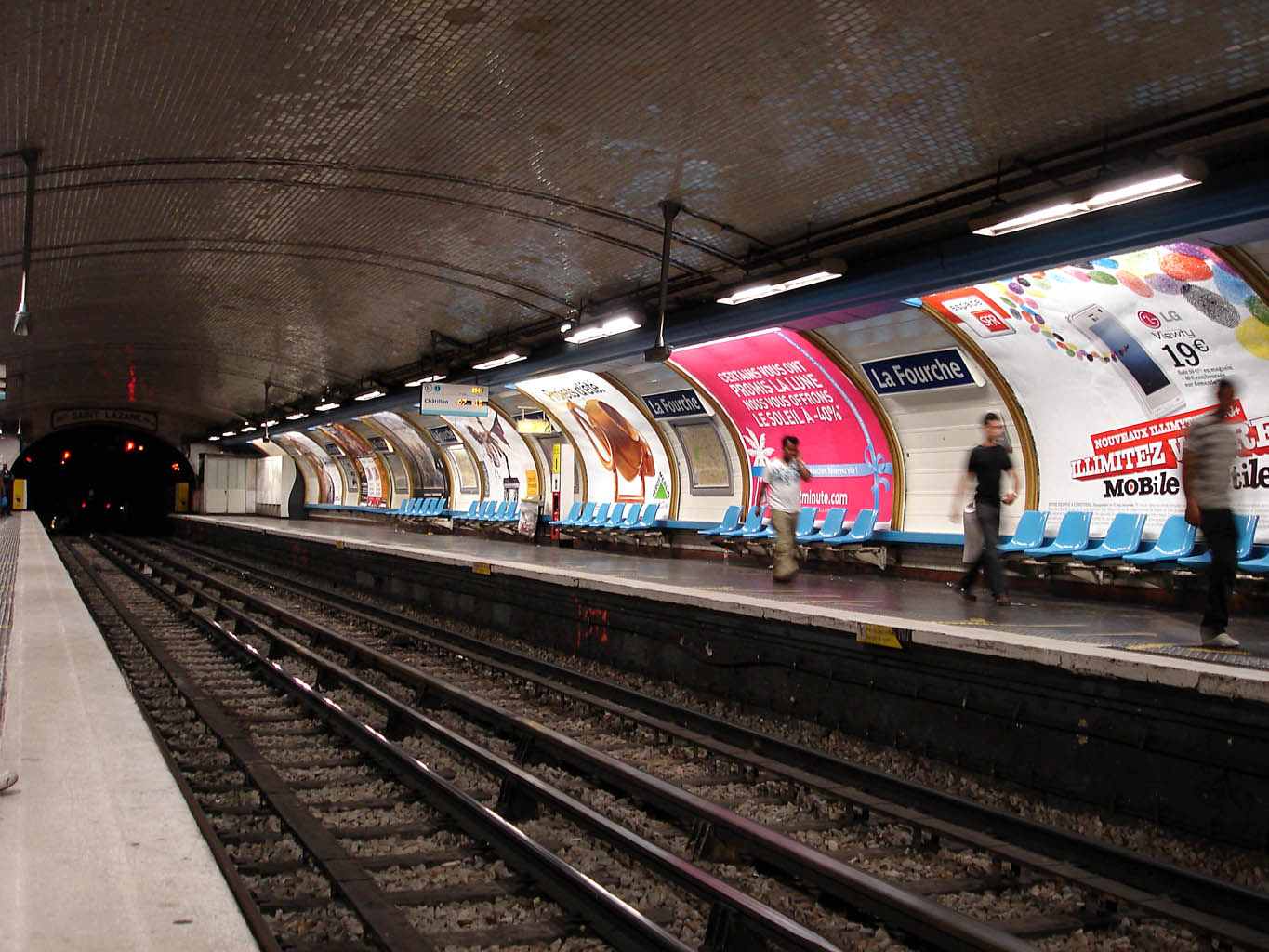
La station La Fourche, à l'origine des deux branches. De style « Nord-Sud », elle est carrossée depuis les années 1960.

En 2008, le parcours complet de la ligne demande 35 à 37 minutes de Châtillon à Asnières (36 à 38 minutes en sens inverse) et 38 à 39 minutes de Châtillon à Saint-Denis (39 à 41 minutes dans l'autre sens). Comme sur toutes les principales lignes du métro, le premier départ a lieu de la tête de ligne à 5 h 30, mais la longueur de la ligne provoque une première et dernière circulation partielle afin d'assurer la desserte aux mêmes horaires que les autres lignes sans dépasser trop largement l'amplitude horaire de desserte. Ainsi, un premier départ a lieu dès 5 h 37 d’Invalides vers le nord et vers le sud mais, depuis le prolongement de juin 2008, le service partiel depuis Invalides n'existe plus, retardant de 8 à 14 minutes la desserte matinale de la ligne. 
Le dernier départ de Châtillon - Montrouge a lieu à 0 h 37 en direction de Saint-Denis et à 0 h 40 en direction d’Asnières. Le dernier départ est fixé à 1 h 37 les nuits des vendredis aux samedis, des samedis aux dimanches et des veilles de fête aux jours de fête. Ces nuits-là, à partir de 1 h 10, la branche Asnières - Gennevilliers / La Fourche est déconnectée du reste de la ligne et est exploitée de façon autonome. Le changement de quai à La Fourche est obligatoire  pour les utilisateurs de cette branche, depuis ou vers Asnières - Gennevilliers qui sont invités à La Fourche à suivre les panneaux directionnels pour continuer leur voyage ; sur cette branche, le dernier départ de La Fourche est fixé à 2 h 4. Ce débranchement est également testé en journée à l'occasion d'une manifestation sportive au Stade de France le 26 février 2023 dans le but d'acheminer davantage de personnes vers la branche Saint-Denis, ce qui pourrait notamment être utile pour de grandes manifestations comme les Jeux olympiques de 2024.[Passage à actualiser]
L'intervalle moyen entre les rames est de deux à trois minutes en journée sur le tronçon central, de trois à cinq minutes en extrême soirée, de trois à quatre minutes le dimanche et de dix minutes les nuits des vendredis aux samedis, des samedis aux dimanches et des veilles de fête aux jours de fête après 0 h 30 (après 1 h 15 les nuits des vendredis aux samedis). Sur chaque branche, les intervalles moyens en journée fluctuent de deux à six minutes sur la branche Asnières et cinq à six minutes sur la branche Saint-Denis, six à dix minutes en soirée, six minutes le samedi et six à huit minutes le dimanche. Toutefois, la fréquentation croissante de la ligne le samedi après-midi conduit IDFM à réduire l'intervalle entre deux trains sur le tronçon central de 3 minutes (fréquence s'étallant de 8 h et 20 h) à 2 minutes et 15 secondes entre 16 h et 20 h à compter de janvier 2018.
L'intervalle minimum à l'heure de pointe est réduit de 100 à 95 secondes depuis juin 2008, grâce à la mise en service d'un système de retournement automatique des rames au terminus de Châtillon - Montrouge. Cette amélioration, paraissant limitée, a pour but de permettre 17 passages de rames supplémentaires sur la ligne chaque jour. L'exploitant et le STIF estiment que cela permettra d’absorber le trafic nouveau induit par l’ouverture des deux nouvelles stations de la branche d'Asnières-Gennevilliers et la mise en place d’une alternance stricte entre les deux branches, y compris à l’heure de pointe du matin. En 2018, la RATP revendique 460 départs journaliers depuis Châtillon, avec 52 trains par heure à la pointe.
Depuis octobre 2017, la ligne peut être coupée au niveau de la station Porte de Saint-Ouen et continuer à fonctionner en deux sections indépendantes, soit en limitant les circulations venant du tronçon central à Porte de Saint-Ouen si le blocage est situé au nord de cette station, soit en maintenant une circulation en boucle entre Porte de Saint-Ouen et Saint-Denis - Université dite « service provisoire de Saint-Ouen »,.

#### Manifestations au Stade de France
Lors de rencontres au Stade de France, environ 20 000 spectateurs y arrivent par la station Saint-Denis - Porte de Paris et en repartent dans la même proportion, mais sur une séquence plus courte imposant le recours à des circulations supplémentaires en direction de Paris. Jusque quatorze trains sont injectés en partant du terminus Saint-Denis - Université, certains sans arrêt intermédiaire à la station Basilique de Saint-Denis, durant deux heures d'intense circulation. Entre les conducteurs, les agents chargés de canaliser la foule et assurer la sécurité, le renfort pour le nettoyage ou la vente de tickets et autres fonctions et même la tenue d'animations festives, jusque 300 personnes sont mobilisées.

### Matériel roulant

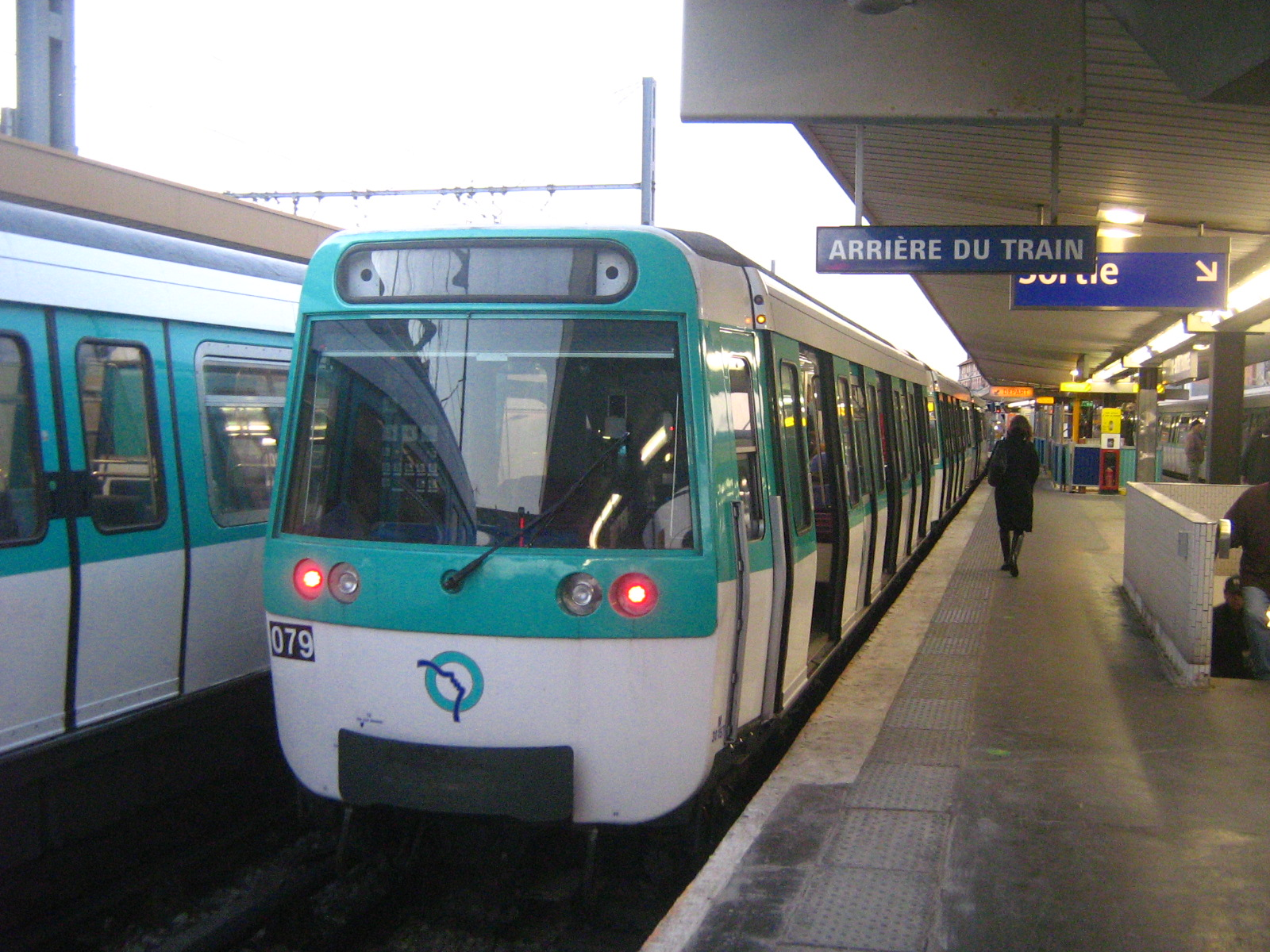
Le MF 77 rénovée no 079 à Châtillon - Montrouge.

La ligne B du réseau Nord-Sud est exploitée avec des trains proches du matériel de la CMP. Cependant, mis en service à partir de 1910, ce matériel spécifique possède plusieurs améliorations : des caisses entièrement métalliques de longueur homogène (13,60 mètres) et de couleur bleu clair, considérées comme plus accueillantes que le vert foncé du matériel CMP, avec une distribution équidistante des portes et ayant comme particularité leur alimentation électrique. Celle-ci est effectuée doublement par rail électrique à −600 V et par fil trolley aérien à +600 V, les rails de roulement se trouvant au point milieu et à un potentiel nul, comme dans le cas du métro de Londres. La motrice de tête capte le courant du rail électrique par un frotteur classique et celle de queue capte le courant du fil trolley par un petit pantographe, disposition entièrement réversible. Ce fil aérien explique la hauteur plus importante des voûtes des lignes Nord-Sud. Cette double distribution est supprimée en 1931 après l'incorporation du réseau par la CMP.
De février 1952 à juin 1953, les rames Sprague de la ligne B puis de la ligne 13 sont remplacées par le matériel articulé, plus moderne et performant. En 1976, ce matériel articulé laisse place aux rames MF 67 de la ligne 14 lors de la fusion des deux lignes. Finalement, le 11 septembre 1978, la ligne reçoit des rames MF 77, surnommé « le métro blanc » à cause de sa couleur initiale, dont la rénovation intérieure a été entamée en 2007. La dernière rame MF 67 cesse de circuler vers fin 1979 et la livraison s'achève en décembre 1982,.
Du second semestre 2007 à fin 2011, les MF 77 sont rénovées à un rythme de production après le test du prototype depuis janvier 2007, avec, entre autres, précâblage pour Ouragan, ajout de l'ASVA (système d'annonces sonores et visuelles automatiques), passage des sièges plus larges en configuration 2+1 au lieu de 2+2, compteurs automatiques de voyageurs (sur les rames graisseuses) et diverses améliorations techniques. Le nouvel agencement permet aussi aux rames de gagner 5 % de capacité. Ces rénovations subissent des retards du fait de la faillite de l'entreprise retenue par la RATP, reprise fin 2009 par AnsaldoBreda. La ligne totalise un parc de 69 trains MF 77 en octobre 2009. La dernière rame rénovée est réceptionnée par la RATP en mars 2012. En septembre 2018, Île-de-France Mobilités annonce la suppression de certains strapontins près des portes au nom de la fluidification des échanges.
En 2018, la consultation lancée par Île-de-France Mobilités pour le nouveau matériel roulant fer MF 19 pour réformer les MF 77 . En décembre 2022, IDFM vote la commande de MF 19 pour une livraison à partir de 2027, puis lance un processus d'automatisation de la ligne qui serait total pour 2035,.

### Le personnel d'exploitation
En 2012, la ligne 13 compte 800 agents. On distingue deux catégories de personnel : les agents en station et les agents de conduite. Les agents de station ont pour mission de tenir la caisse, d'assurer le contrôle des voyageurs ainsi que la gestion des lieux, vérification des installations ou autres à définir selon les besoins du service. Quelques agents sont par ailleurs détachés pour la durée du service afin d'assurer les relèves de caisses. Les conducteurs assurent la marche des rames. Le service est assuré sur trois roulements de travail (matin, après-midi, nuit).

### Tarification et financement
La tarification de la ligne est identique à celle en vigueur sur tout le réseau du métro. Un ticket « métro-train-RER », qui remplace le ticket t+ au 1er janvier 2025, permet un trajet simple quelle que soit la distance, avec une ou plusieurs correspondances possibles avec les autres lignes de métro, de Transilien ou de RER pendant une durée maximale de 1 h 30 entre la première et dernière validation. En revanche, un ticket « métro-train-RER » ne permet pas d'emprunter les bus et les tramways, à l'exception des lignes « Tram Express » à titre temporaire.
Le financement du fonctionnement de la ligne (entretien, matériel et charges de personnel) est assuré par l'exploitant. Cependant, les tarifs des billets et abonnements sont limités par choix politique et leur montant ne couvre pas les frais réels de transport. Le manque à gagner est compensé par l'autorité organisatrice, Île-de-France Mobilités, présidée depuis 2005 par le président du conseil régional d'Île-de-France et composé d'élus locaux. Elle définit les conditions générales d'exploitation, ainsi que la durée et la fréquence des services. L'équilibre financier du fonctionnement est assuré par une dotation globale annuelle aux transporteurs de la région grâce au versement mobilité payé par les entreprises et aux contributions des collectivités publiques.

### Trafic
En 2022, le trafic de la ligne la situe en cinquième position du réseau parisien pour sa fréquentation après les lignes 1, 4, 9 et 7. Le trafic de la ligne est donc important : le nombre total de voyageurs transportés représente environ les deux tiers de la fréquentation de la ligne 1, mais plus du double des lignes 10 et 11. De 1992 à 2004, le trafic est en augmentation de 10,8 %, ce qui place la ligne en quatrième position en termes de croissance sur le réseau (hors ligne 14). Il est de 110 millions en 2004, soit jusqu'à 540 000 voyageurs par jour de semaine, soit 20 000 voyageurs par sens à chaque heure de pointe. De 2004 à 2010, le trafic a connu une hausse de 20,65 %. De 2011 à 2017, il oscille autour de 130 millions, le nombre de 135 millions étant dépassé en 2018.
| Année                              | 1992 | 1993 | 1994 | 1995 | 1996 | 1998 | 1999 | 2000 | 2001  | 2002  | 2003 | 2004  |
| Nombre de voyageurs (en millions), | 94,9 | 92,7 | 92,3 | 81,5 | 85,4 | 90   | 93,1 | 99,5 | 101,7 | 104,1 | 102  | 105,1 |

| Année                              | 2007  | 2008  | 2009  | 2010  | 2011  | 2012  | 2013  | 2014  | 2015  | 2016  | 2017  | 2018   | 2019  | 2020  | 2021  | 2022   | 2023  | 2024  |
| Nombre de voyageurs (en millions), | 114,9 | 122,6 | 124,3 | 126,8 | 129,4 | 130,6 | 129,3 | 129,8 | 129,4 | 129,5 | 131,4 | 135,66 | 127,3 | 64,97 | 82,92 | 104,33 | 109,9 | 115,7 |

Les stations les plus fréquentées desservies par la ligne sont (en trafic annuel, toutes lignes incluses) Saint-Lazare (44,94 millions de voyageurs en 2014) et Montparnasse - Bienvenüe (31,55 millions en 2014). En 1998, le trafic quotidien atteint 337 413 voyageurs en moyenne chaque jour ouvrable, 205 223 le samedi et 127 062 le dimanche. En 2003, le trafic annuel atteint 101 898 337 voyageurs, avec un trafic quotidien de 373 593 voyageurs en moyenne chaque jour ouvrable, 231 249 le samedi et 154 721 le dimanche. En 2009, la ligne est empruntée par 610 050 voyageurs en moyenne chaque jour, soit un trafic annuel de 124 millions de voyageurs. En 2010, le trafic annuel a encore augmenté pour atteindre 126,8 millions de voyageurs. Dans les années 2015-2017, le trafic oscille entre 130 et 132 millions, la ligne étant au maximum de sa capacité au nord, mais sa fréquentation continue à progresser sur le tronçon sud.

## Prolongements évoqués

### Prolongement au sud
Après le prolongement de la ligne à Châtillon - Montrouge en 1976, il est prévu de poursuivre l'extension de la ligne vers Châtillon et Clamart en suivant les emprises de la ligne de Paris à Chartres par Gallardon, puis vers la ville nouvelle de Vélizy-Villacoublay. Une première étape jusqu'à Clamart est même mise à l'enquête par la RATP en 1978 mais n'est jamais réalisée. Le prolongement est finalement abandonné dans les années 1990 au profit du tramway T6. Ouvert en 2014, il permet de relier Châtillon - Montrouge à Vélizy et Viroflay.
En 2008, dans le cadre de l'enquête publique relative au T6 et des élections municipales à Châtillon, la liste Châtillon Écologie Solidaire propose l'extension de la ligne 13 jusqu'à la limite de Châtillon et Bagneux, parallèlement aux voies de la SNCF. Ce prolongement long de 1,5 km doit compter une nouvelle station pour un coût estimé à 100 M€.
À ce stade, ce projet n'a cependant fait l'objet d'aucune étude et n'est pas inscrit au Schéma directeur de la région Île-de-France (SDRIF) adopté par le conseil régional le 18 octobre 2013.

### Prolongement au nord de la branche Asnières
À la suite du prolongement de 1,880 kilomètre jusqu'à la station Les Courtilles, le 14 juin 2008, il est prévu d'ouvrir une troisième station, Port de Gennevilliers en seconde phase, afin de desservir cet important pôle logistique francilien qu'est le port de Gennevilliers. Ce projet est abandonné en 2012.
Le 6 juin 2013, lors de la présentation du contrat de développement territorial « Boucle Nord des Hauts-de-Seine », le projet du prolongement de la ligne 13 est envisagé jusqu'à Argenteuil et devrait être étudié en 2016. Ce projet n'est toutefois pas inscrit au Schéma directeur de la région Île-de-France (SDRIF), adopté par le conseil régional d'Île-de-France le 18 octobre 2013 et approuvé par décret après avis du Conseil d'État le 27 décembre 2013.

### Prolongement au nord de la branche Saint-Denis
Déjà espéré en 1998, le prolongement de la ligne jusqu'à Stains-La Cerisaie, gare de la ligne T11, est encore inscrit à la phase 2 (horizon 2013-2020) du projet de Schéma directeur de la région Île-de-France (SDRIF), adopté par délibération du Conseil régional d'Île-de-France le 25 septembre 2008. Mais ce projet de SDRIF n'a jamais été rendu exécutoire. Le SDRIF, adopté par le conseil régional d'Île-de-France le 18 octobre 2013 et approuvé par décret après avis du Conseil d'État le 27 décembre 2013, ne reprend pas ce projet. À fortiori ce prolongement ne pourrait être réalisé qu'une fois réglé le problème de la surcharge de la ligne. En 2018, ce projet n'est plus réclamé par le maire de Stains, au profit d'un prolongement de la ligne 12.
|  |   |  | Station                  | Commune     | Correspondances |
|  | - |  | ------------------------ | ----------- | --------------- |
|  | ■ |  | Saint-Denis - Université | Saint-Denis | (à distance)    |
|  | • |  | Stains - Le Globe        | Stains      |                 |
|  | ■ |  | Stains-La Cerisaie       | Stains      | (T) · (11)      |

### Projet d'une station supplémentaire à Saint-Denis
Une réserve pour une station intermédiaire entre Carrefour Pleyel et Porte de Paris, baptisée provisoirement Landy, est établie dans les années 1970 lors du prolongement de la ligne 13 à Saint-Denis. Sa construction doit ultérieurement permettre une correspondance avec les trains de la gare du Nord et desservir le secteur de La Plaine Saulnier. La création dans les années 1990 d'une gare du RER D à Stade de France plutôt qu'au niveau du Landy mit fin à cette perspective.
Le projet de créer une station supplémentaire sur la ligne 13 entre la station Carrefour Pleyel et la station Saint-Denis Porte de Paris a été évoquée pour la première fois devant des habitants et associations le 11 mars 2011 lors d'une réunion du Comité consultatif de la ZAC Porte de Paris à la mairie de Saint-Denis. Le Président de Plaine Commune de l'époque, Patrick Braouezec, défend cette idée pour desservir le projet de centre de conférence et d'hôtel dont la construction était à ce moment pressentie sur les parcelles des anciens gazomètres situées au sud de l'autoroute A86. Ce projet ne se fera pas, mais l'idée lui survivra à travers la rénovation et la transformation de la Tour Pleyel en hôtel et la construction d'un centre de conférence attenant. Sur cette parcelle au sud de l'A86, des immeubles de bureaux abritant un temps le campus SFR et aujourd'hui une partie du siège social de la SNCF seront construits, ainsi que des plateaux de tournage.
Au nord de l'A86, le secteur, connu sous le nom de ZAC Plaine Saulnier, a longtemps été occupé en grande partie par un centre de recherche de Gaz de France, devenu Engie. Pressenti pour accueillir le siège social d'Engie, Plaine Commune relance l'idée de créer une station supplémentaire sur la ligne pour attirer le groupe énergétique à Saint-Denis et inscrit le projet au Contrat de développement territorial de Plaine Commune en 2014, qui apparait dans le Plan local d'urbanisme (PLUI) de Plaine Commune approuvé en Conseil de territoire en février 2020. La parcelle abritant l'ancien centre de recherche de Gaz de France était polluée et appartenait à la mairie de Paris. 
Accueillant finalement le Centre aquatique dans le cadre des Jeux olympiques d'été de 2024 ainsi qu'un quartier mêlant emploi tertiaire et logement (ZAC Plaine Saulnier), la création d'une station supplémentaire est aujourd'hui abandonnée. Ce projet avait fait l'objet de l'opposition des habitants et des élus d'opposition face aux conséquences des travaux qui auraient entraîné l'interruption du trafic sur la ligne 13 pendant de longs mois. La gestion réussie des flux de visiteurs sur le site du Stade de France et du Centre aquatique lors des Jeux olympiques d'été de 2024 a confirmé l'absence d'intérêt de ce projet.[réf. nécessaire]

## Projet d'automatisation intégrale
En juillet 2018, Île-de-France Mobilités (ex-STIF) demande à la RATP des études afin que la ligne 13 puisse être, après la ligne 4, la prochaine ligne de métro automatisée à horizon 2025-2027 concomitamment avec le renouvellement de son matériel roulant. Antérieurement, il est prévu d'automatiser en priorité la ligne 11, mais son prolongement au-delà de Rosny-sous-Bois le justifiant est dorénavant reporté sine die. L'automatisation pourrait permettre d'accroître la fréquence (jusqu'à une rame toutes les 90 à 95 secondes) et donc la capacité de la ligne, au-delà du renfort induit par le prolongement de la ligne 14.
Compte tenu des difficultés techniques et d'éventuels surcoûts (plus de 700 millions d’euros), l’automatisation est actuellement annoncée pour 2032. Les portes palières basses actuellement en service seront remplacées par de nouvelles portes hautes qui équiperont l'ensemble de la ligne. Le matériel MF 19 sera en revanche prévu dès l'origine avec des loges de conduite escamotables, permettant de les faire basculer en conduite automatique ultérieurement.
Bien que fortement souhaitée par les élus franciliens, cette automatisation est toutefois critiquée, notamment par la Fédération nationale des associations d'usagers des transports (FNAUT) qui estime qu'outre une meilleure régulation à la station La Fourche, le faible gain de temps attendu sur les fréquences ne justifie pas de coûteux travaux contraignants sur l'exploitation et les conditions de transport. Une solution intermédiaire et deux fois moins onéreuse consisterait en l'installation d'un semi-automatisme comme le permet déjà le système OCTYS sur les lignes 5 et 9[Pas dans la source].
Le 7 décembre 2022, l'automatisation est votée par le conseil d'administration d'Île-de-France Mobilités. Le projet consiste à adapter l'infrastructure, les stations, la signalisation et l'installation de portes palières sur l'ensemble des stations pour accompagner l'arrivée des nouvelles rames MF 19. Les nouvelles rames circuleront dans un premier temps en conduite manuelle puis dans un second temps en conduite automatique, aboutissant ainsi à une automatisation intégrale de la ligne à l'horizon 2035.

## Tourisme
La ligne 13 dessert deux gares parisiennes : la gare Saint-Lazare qui est le principal point de départ des trains pour la Normandie et le nord-ouest de l'Île-de-France, ainsi que la gare Montparnasse qui dessert l'Ouest et une partie du Sud-Ouest de la France. La station de métro Montparnasse - Bienvenüe dispose d'un trottoir roulant rapide (9 km/h) installé en 2002 dans le long couloir de correspondance. La RATP a annoncé en mai 2009 qu'il serait démonté et remplacé en mars 2011 par un trottoir roulant classique, en raison de « nombreuses réclamations de la clientèle relatives à la sécurité et au manque de fiabilité »,.

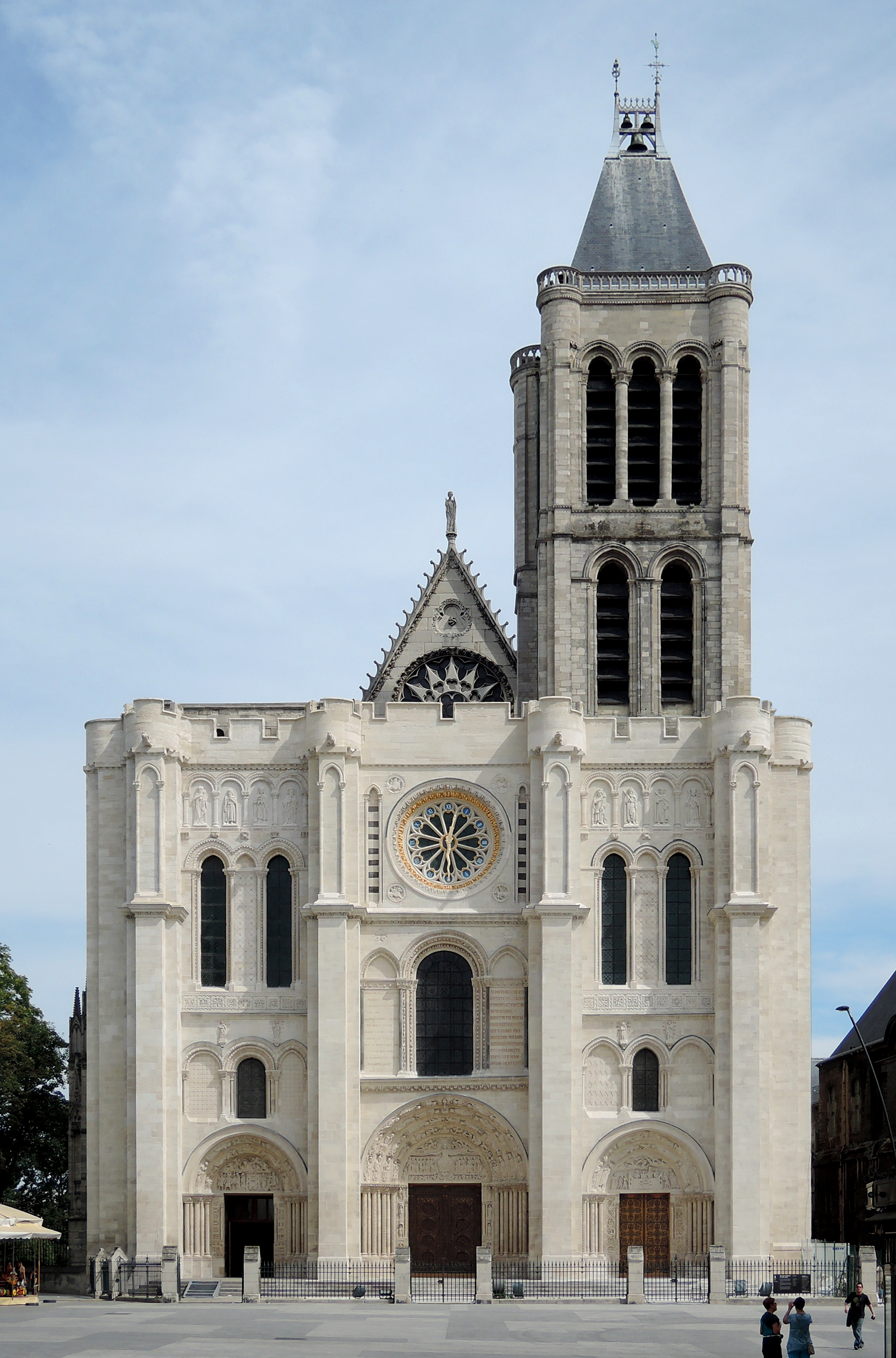
Façade de la Basilique Saint-Denis après la restauration de 2012-2015.

La ligne dessert également plusieurs centres d'intérêt :
- le site principal des Archives nationales — inauguré en 2013[162] — et l'Université Paris-VIII se trouvent à proximité immédiate de la station Saint-Denis - Université ;
- la basilique Saint-Denis, première cathédrale de style gothique, où ont lieu chaque printemps les concerts du Festival de Saint-Denis à la station Basilique de Saint-Denis ;
- le Stade de France à Saint-Denis. Le nombre de rames en circulation est augmenté pour assurer sa desserte les jours d’événements sportifs ou culturels[163] à la station Saint-Denis - Porte de Paris ;
- le marché aux puces de Saint-Ouen et ses antiquaires à la station Garibaldi[164] ;
- depuis 2018, le nouveau tribunal de Paris à la station Porte de Clichy[86] ;
- les pentes occidentales de Montmartre (cimetière de Montmartre, quartier de Pigalle) à la station Place de Clichy[165] ;
- le bas des Champs-Élysées au niveau du Grand Palais et du Petit Palais à la station Champs-Élysées - Clemenceau[166] ;
- le musée Rodin à la station Varenne[167] ;
- l'hôtel des Invalides comprenant le Musée de l'armée et le Musée de l'ordre de la Libération à la station Saint-François-Xavier[168] ;
- le marché aux puces de la porte de Vanves à la station du même nom[169].

### Articles connexes

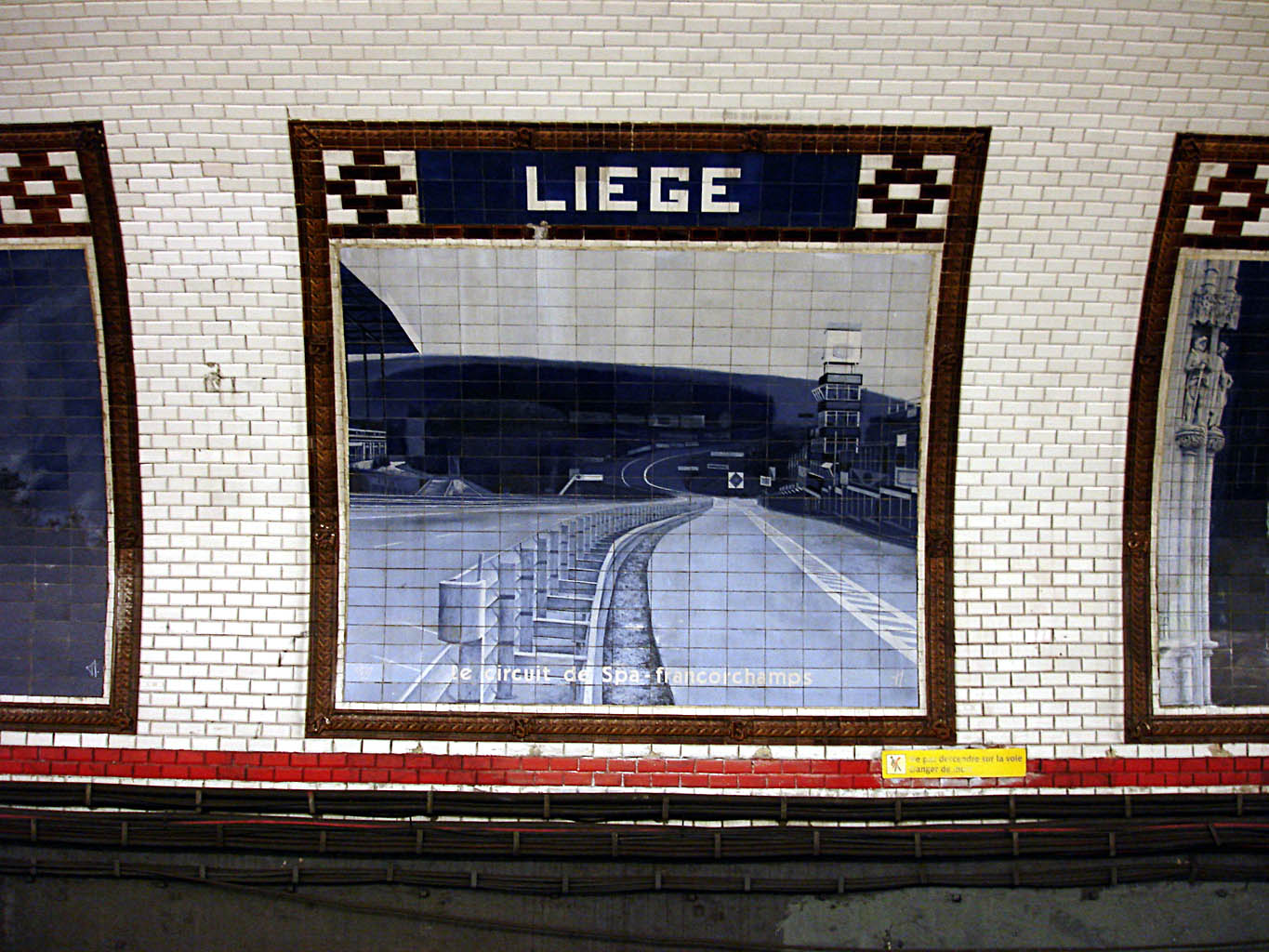
La station Liège possède des représentations de plusieurs sites de la province de Liège, en Belgique, comme ici le circuit de Spa-Francorchamps. La station est également construite avec des quais décalés.